# HEROESの登場人物
HEROESの登場人物（ヒーローズのとうじょうじんぶつ）では、米国ドラマ「HEROES」に登場する人物について、詳細に記述する。
- 能力の表記は公式サイトに準じている。

## 主要人物
ピーター・ペトレリ (Peter Petrelli)
演 - マイロ・ヴィンティミリア、日本語吹替 - 竹若拓磨（シーズン1〜3 第47話まで）→ 阪口周平（シーズン3 第48話〜）
ホスピスケア専門の看護師。シモーヌの父チャールズの介護をしている。また、アイザックという恋人がいることを承知しつつもシモーヌに好意を寄せている。強い現実感のある夢を見てから自分は空を飛べると感じ始める。自分の能力が原因でニューヨークの街が核爆発で滅ぶと分かってからは、能力を制御して爆破を阻止しようと、クロードに能力の使い方を教わることになる。シーズン1の最後でヒロやニキと共にサイラーを倒すも、能力の暴走から兄のネイサンを瀕死にしてしまう。
シーズン2では、アイルランド・コークにて、記憶喪失状態でコンテナに監禁されていた。その後帰国を果たすも、アダム・モンローに利用され危うく世界を破滅させそうになる。
シーズン3では、再び世界を救うために行動するも、連れて来られた4年後の未来でサイラーの直観能力をコピーし飢えを感じるようになるが、その直後に父アーサーにエンパスを吸収され能力を失う。その後研究所破壊の際にネイサンを助けるためとっさに化学式を注射し、再び複製を使えるようになる。ボリューム4では救急隊員として働くが、被災者を救えず無力さを感じていた。あるときネイサンが計画した能力者狩りによって捕えられる。輸送機で移送されている中クレアの助けにより意識を取り戻しモヒンダーの能力をコピーするとともに抗戦、その最中偶然コピーしたトレイシーの能力を暴発させ輸送機を墜落させてしまうがこれを機として脱出する。その後は逃げ延びたマット達と協力し、兄ネイサンと対立していく。後にサイラーとダンコが組むなど雲行きが変わりネイサンやアンジェラと和解、共にサイラーの計画を阻止しようと奮闘する。
ファイナル・シーズンではシーズン3終盤で手に入れたモヒンダーの能力を利用し通常では到底救えないであろう人達を救っていた。そしてエドガーの能力をコピーしさらに救命活動が素早く行えるようになる。その際、自分の活躍が記された記事を切り抜き、部屋に貼り付けていた。これは「認められたい」という願望が表れたものであり、劇中でもベネットやアンジェラから指摘されている。ある時ベネットによりカーニバルの存在を知り当初は関わることを拒否していたが、やがて彼らの危険性と自分の本当の望みを理解し立ち向かう事となる。最後はサミュエルと一騎討ちし、彼を倒しヒーローとなった。
エンパス (Empathic Mimicry)
近くにいる能力者の能力をコピーする。後にクロードの指導により、それまでにコピーした能力をいつでも使えるようになる。他の能力者の能力を扱えるという点ではサイラーの能力に似ているが、テッドやヒロなどの不安定な能力をコピーするとコントロールができずに暴走するという危険性も秘めている。基本的に一度に一つずつしか能力を使えないが、能力によっては複数を組み合わせることも可能。シーズン3では、コピーした直感について別の未来のサイラーから手ほどきを受け使い方を覚えたことにより完璧に能力を扱えるようになった。力を失うまでに確認できた能力は 時空間制御 細胞組織の再生 飛行 テレパシー 直観 ライトニング 予知夢 未来予知 透過 放射能 透明人間 怪力 テレキネシス 高速移動 音波 ボディ・インサート パイロキネシスまでで、知的操作 機械操作 凍結 千里眼 溶解 聴力 吸収 磁化 治療 もコピーしているはずだが作中では使用していない。
複製能力 (Ability Replication)
触れた相手の特殊能力をコピーする。他者の能力を使えるという点ではエンパスと同じだが、使用できる能力は常に一種類のみとなり以前持っていた能力は再度コピーしないと使えなくなる。加えて直接触れないとコピーできないなど、エンパスに比べるとかなり劣化している。サイラーのように複数の能力を持つ能力者からは1つだけ狙ってコピーすることになる。コピーするかしないかは己の意思次第だが、能力者に触れた際不意にコピーしてしまうこともある。その上自身が現在コピーしている能力は実際に使用しなければ分からないため、不意にコピーした能力を暴発させるリスクもある。ヒロ（ファイナル・シーズン以降）やジェレミーのようにコピー元が不安定な能力であっても暴走させることなく使いこなしているが、この能力の性質故かエンパス時代の経験故かは不明。
劇中におけるコピーした能力の経緯は、飛行(ネイサン、47話)→虫人間(モヒンダー、48話)→凍結(トレイシー、48話)→飛行(ネイサン、49話)→テレパシー(マット、52話)→飛行(ネイサン、52話)→シェイプシフター(サイラー、59話)→虫人間(モヒンダー、59話)→高速移動(エドガー、60話)→共感覚(エマ、63話)→時空間制御(ヒロ、64話)→治癒(ジェレミー、64話)→飛行(サイラー、68話)→知的操作(ハイチ人、70話)→細胞組織の再生(クレア、72話)→予知夢(アンジェラ、73話)→テレパシー(マット、75話)→飛行(サイラー、77話)→地質操作(サミュエル、77話) となっている。
ヒロ・ナカムラ (Hiro Nakamura)
演 - マシ・オカ、日本語吹替 - 藤原堅一
東京で働くプログラマ。勤務先は父の経営するヤマガト工業。スタートレック好きなオタク。名前を日本語で書くと「中村広」。
勤務中、時計の針が戻ったことで自身の能力に気づく。能力の練習中に偶然1ヶ月後のニューヨークに飛び、市街が核爆発で吹き飛ぶことを知る。それからは強い使命感に駆られ「世界を救うための旅」と称して、同僚のアンドウと共にアメリカに渡る。自分の能力の発動が成功したときには両腕を広げ「ヤッター」と叫ぶなど、コミカルな一面がある。
当初は全く英語が話せなかったが、チャーリーをサイラーから救うために過去に跳び、それから半年間をアメリカで過ごしたことで話せるようになった。
打たれ弱く、よくパンチ一発で気絶してしまう。
シーズン2では、1671年にタイムスリップしてケンセイ（アダム）に出会う。歴史を史実通りにしようと動いた結果、ヤエコを愛してしまい、それにより仲違いしたアダムに父を殺されることになる。
シーズン3では亡きカイトの後を継ぎ、ヤマガトの社長となっている。そして、父からの遺言に従い、化学式を探す旅にアンドウと共に出る。ボリューム3でアーサーの知的操作により記憶と知能を10歳まで退化させられた後に、クレアと共に16年前に跳んだときに再度現れたアーサーに能力と同時に触媒を奪われ、過去に取り残されてしまう。だが、アンドウのスーパーチャージャーによるダフニの超高速移動の能力により助け出され、マットの息子マット・パークマンJr.のスターター能力により時間停止だけ取り戻す。第26ビルに入り込み囚われの能力者たちを救出した。
ファイナル・シーズンでは発覚した脳腫瘍の為に余命幾ばくも無いと宣告されており、アンドウと能力を使ったビジネスを起業する。しかしそれは「自分勝手な理由で時間を乱している」と指摘され、それが原因でどんどん自分の体を追い込んでいくこととなる。サミュエルの甘言に騙され過去を変えた後、チャーリーを奪われる事となってしまい以後タイムトラベラーとして彼に従うが、過去へ行った際、彼の真実と企みを知り、その阻止を使命として動くこととなる。死の淵に立たされた際、精神の世界で裁かれるが、自らの信念を持って打ち克ち、現れたイシ・ナカムラの能力で病が完治する。直後に年老いたチャーリーと再会するも彼女の話を聞き悪戯に過去を変えないことを決意、最後の使命としてサミュエルの周囲の能力者を全員テレポートさせ彼の能力を無力化した。
時空間制御 (Chronokinesis / Space-time Manipulation)
空間転移、時間転移、時間停止、時の流れる速度の操作が可能。どの能力も触れている物や人も能力の対象となる。時間停止は正確には、時の流れを限りなく遅くしてるだけであり、完全には止まっていないため、停止中も高速移動中のダフニと会話している。この能力をコピーしたピーターやヒロの能力使用時に触れていたアンドウやマットJr.は時間停止中も平然と動いていたことから、同じ能力を持つ者、又は発動時に使用者に触れている者は時間停止の対象外になる模様。時間を飛び越えることは、時空に亀裂を生じさせる危険性も持ち合わせている。シーズン1の後半までは能力が不安定で、自分の思い通りの場所や時間にテレポートできることは滅多になかったが、後半で、ケンセイの刀を手に入れた後、父カイトによる指導を受けたことにより、ほぼ完全なコントロールが可能となった。シーズン3にてアーサーに能力を奪われるがマットJr.のスターター能力により時間停止のみ取り戻し、ファイナル・シーズンからは制御が困難であるものの空間転移や時間転移も再び使用できるようになった。しかし突然激しい頭痛が襲ったり、鼻や耳から出血したりと体に変調をきたしている。
この能力の元ネタは漫画「ジョジョの奇妙な冒険」の登場人物が使う時間を止める能力だったと本人が語っており、劇中でも幾度かDIOの「無駄無駄無駄無駄無駄無駄アァァァ!」という台詞を使用している。
クレア・ベネット (Claire Bennet)
演 - ヘイデン・パネッティーア、日本語吹替 - 田代有紀
チアリーダーをしている女子高生。子供の居なかったベネット家に幼い頃、養女として引き取られた。
物心ついた頃から能力に気づき、その秘密を知るために血縁上の両親に会おうとしている。
彼女の不死の能力が未来を左右する重要な役割を担うため、未来のヒロが彼女を保護するようピーターに警告した。彼女の体の中には化学式の完成に必要な触媒と呼ばれるものが秘められており、それを狙うアーサーが仕向けた刺客達に何度も襲撃される。後にヒロと共に過去に渡り、触媒を自身に引き渡すのを取り止めさせ、触媒がヒロに渡ったことによって触媒の任から解放された。
自身の能力を過信しすぎる節があり、それを両親やメレディスからは何度も諫められている。
ファイナル・シーズンでは普通の少女として大学に通うも、ルームメイトが殺害された事件を機にそれは叶わなくなってしまう。そんな折サミュエルと出会い、能力者が隠れずに生きられる世界があることを知り一時は彼に魅入られてしまうが、グレッチェンの説得とサイラーと共感したことにより自分に素直になることを決意する。サミュエルの企みを知った後、生き埋めにされてしまうがトレイシーの助けにより脱出、カーニバルの団員に真実を打ち明け彼らを避難させた。最後は彼女が自分の能力を公表し、父であるネイサンができなかった能力者の公表をした所で物語は幕を閉じる。
細胞組織の再生(Tissue Regeneration / Rapid Cell Regeneration / Rapid Cellular Regeneration)
どんな怪我でも数秒で治癒する。後頭部の脳に銃弾・ガラス片などの異物が混入している場合は能力が発動せず死亡状態となるが、取り除かれればすぐに復活する。失った部分は指や臓器も含め新たに造られるが、頭蓋骨などを外されても生成されることはなく手で戻すしか無い。臓器を再生するのでアルコールや無酸素状態にも耐性を持つ。制作者のコメントによると、胴が真っ二つになるほどのダメージを与えない限り死なないとのこと。すぐ治癒するとしても傷を負えば痛みを伴うが、シーズン3からは痛みすら感じなくなる。またアダム同様自身の血を他人に輸血することでその者を治療・蘇生させることもできる。しかしネイサンには使えなかったり、腫瘍の様に「生きた病気」は逆に悪化させてしまうなど弱点もある。
ネイサン・ペトレリ (Nathan Petrelli)
演 - エイドリアン・パスダー、日本語吹替 - 青山穣
ピーターの兄。元地方検事補であり、下院選挙に立候補して選挙活動を行っている。ピーターとは対照的な性格で現実主義者。自身の能力を自覚してはいるが、よほどのことが無い限り使うことはない。実はクレアの実父であり、メレディスとは恋人同士だった。妻子持ちだが後にニキ、トレイシー姉妹とも関係を持つ。
シーズン1後半ではリンダーマン達と共謀して、大統領になろうと画策する。だが、ピーターが放射能の能力により爆発しようとするのを見過ごすことができず、ピーターを抱え空高くへと飛び立つ。
シーズン2では自らの犯したことを深く後悔し、政治家を辞め髭を伸ばし母アンジェラと世捨て人のような生活を行っている。しかし、物語終盤には間違った行動を続けるピーターを制止するため行動を起こす。事が済んだ後、能力者と組織の存在を記者会見で話そうとするが、4年後の未来から来たピーターに撃たれる。
シーズン3ではトレイシーとの出会いをきっかけに、自分の能力が実験によって付けられた後天的なものだと知る。ボリューム4（シーズン3後半）で議員となった後は、大統領に能力者の存在を明かし能力者捕獲チームを設立、ピーターらと対立を深める。しかしトレイシーの言葉に不信感を抱いたダンコの策に自分の能力がばれ逃亡者となる。ピーターと和解し共にサイラーを倒そうとするも失敗、喉を切られて死亡した。
ファイナル・シーズンでは、サイラーからネイサンの自我が消えた後、死体は飛行機事故に見せかけ処理され、葬儀が行われた。
飛行 (Flight)
空を飛べる。浮くだけも可能。この能力者の中にはネイサンのように高速で飛行できる者も存在する。
モヒンダー・スレシュ (Mohinder Suresh)
演 - センディル・ラママーシー、日本語吹替 - 村治学（ソフト版）／津田健次郎（Netflix版：シーズン1 第1話〜第3話）
インド出身の遺伝学を研究する大学教授。特殊な能力を発揮する遺伝子の研究をしていた父が不慮の死を遂げたため、父の研究と死の真相を追い始める。基本的には善良な人間だが、シーズン3では自らの研究による薬で不完全な能力を手に入れた副作用のせいで衝動的な行動をするようになったことにより、自身が助かるためにアーサーに協力するなど形振り構わない行動が目立つ。
モヒンダーが生まれる2年前に姉のシャンティを亡くしている。姉の死因は能力者にだけ感染する奇病で、その抗体が彼の体内にあることが父チャンドラの研究で明らかになる。そのせいもあり姉の死因となった病気に対してはかなりこだわっている。
その知識や抗体のためにサイラーやリンダーマンなどの悪者に騙されて利用されていた。シーズン2では組織を欺きベネットやハイチ人と協力して組織を壊滅しようとするも、ベネットが裏で殺人行為を行っていたことで不信感を持ち、また変異した奇病を治すため最終的に組織に利用される。
シーズン3ではマヤの副腎液から作った注射によって能力者になるも、不完全なものだったため体そのものが変異し始める。ピーターとフリントが戦いにより研究室を破壊した際、完成した薬品を偶然浴び能力が完全な物となり副作用が消えた。その後はNYで再びタクシー運転手として働くも、ダンコと共謀したノアによって捕らえられる。輸送機の墜落事故後はピーター達に協力するようになる。
ファイナル・シーズンではフィルムから偶然知ったサミュエルの能力に興味を持った結果、既に殺害されていたが、後にヒロによって救い出される。カーニバルが持つコンパスのレプリカを作りピーター達に託した。
虫人間(Insect Strength)
力、機敏さ、感覚が向上し、怪力を発揮し人間離れした跳躍ができ、虫のように壁に張り付いたり繭を作ったりできる。だが能力が不完全な当初は副作用として皮膚や内臓が異常を起こしており、暴力性、凶暴性が抑えられず何人もの人間を繭にして閉じ込めていた。後に完成した薬を浴びたことにより克服した。
制作者曰く、能力のモデルはザ・フライから。
ニキ・サンダース (Niki Sanders)
演 - アリ・ラーター、日本語吹替 - 田村真紀（ソフト版）／浅野まゆみ（Netflix版：シーズン1 第1話〜第3話）
主婦。夫であるD.L.が服役しているため生活が苦しく、ネットを通じたストリップで生活費を稼ぐ。また、息子のマイカを私立の学校に通わせるためにマフィアから借金をしている。幼い頃、酒乱の父に虐待され、亡くなった双子の姉ジェシカがいる。次第にもう一人の人格の存在に気づき、戸惑うこととなる。ニキはニコールの愛称。
シーズン2では、ジェシカに代わる新たな人格「ジーナ」が現れ、そのせいでD.L.を亡くしてしまったため、自ら組織の治療施設に入る。火事の中に飛び込んだ際、能力の喪失もあって死亡。
怪力 (Enhanced Strength)
象でも破壊できない手錠を引きちぎるほどの怪力を発揮。シーズン1では窮地に追い込まれたときに現れる凶暴な人格「ジェシカ」の状態でのみの力だったが、ジェシカの励ましでニキの状態でも力を使えるようになる。
トレイシー・ストラウス (Tracy Strauss)
演 - アリ・ラーター、日本語吹替 - 田村真紀
シーズン3から登場。ニキと瓜二つの女性で、政治アドバイザー。ニューヨーク州知事にネイサンを上院議員にするように薦める。
ニキのストリップ画像をネタにゴシップ記者に脅迫された際に能力に目覚め、記者を殺してしまう。以後、自分の能力や生い立ちについて調べ始める。ニキとは一卵性の姉妹であり、他にバーバラという姉妹もいる。ちなみに彼女の能力は実験によって付けられた後天的なもの。
シーズン3後半では、自らの夢の実現のためにアーサーの野望に手を貸すも、化学式を奪われ形勢不利と見るや逃亡するなど、やや自己中心的で野望の実現のためなら手段を厭わない部分もある。その後、普通の生活に戻っていたが突然、捕獲チームによって捕獲され輸送機に乗せられる。しかし彼女らの能力を複製したピーターの反乱によって飛行機が墜落したことにより脱出。その後ピーターを引き渡して自分は助かろうとするも、ネイサンに騙されて捕獲され拷問を受ける。彼女の能力を利用したダンコの策略によって、いかに能力者は危険であるかを知らしめてしまう。その後、反逆者によって脱走するも見つかりベネットに反逆者をおびき出す囮になるよう言われる。だが反逆者がマイカだと知りマイカを助けるため、スプリンクラーの放水を利用して自分ごとまわりの捕獲隊員を凍らせるという自己犠牲を行い、ダンコの銃弾により粉々になった。しかし能力のおかげで死を免れており、捕獲チームの元メンバーへの復讐を続けていた。
ファイナル・シーズンでは、サミュエルによって能力者が生きられる世界を知り悩むもクレアとの交流を通して中庸を選択する。しかし終盤ローレンに助けを求められ「一つ貸し」ということでベネットに協力し彼の命を救った。
凍結 (Cryokinesis Freezing / Freezing)
触れたものを凍らせる。手で触れるだけで物体の温度を下げ、人や物を凍らせる。凍った物体は鉄ですら少しの衝撃で壊れるほど脆くなる。 捕獲された際、一日中ストーブの点いた部屋に監禁させられていたとき、抜け出すため日々練習したため、能力のスキルが上がったことによって周囲に水を撒くことにより絶対零度の寒波を自分を中心として広範囲に発生させることが可能になった。理由は、脱走した際に環境が灼熱から適温に変わったために能力が好条件になったため。だが寒波は周囲に水が降り自身が濡れている状態で起こせば、自分も凍ってしまう諸刃の剣である。また、この能力は使いこなすことにより自らの体を水のように液状化して自由に操ることもできるようになり、狭い隙間をすり抜けることができたり、いくら攻撃を受けても体が元に戻るようになる。
マット・パークマン (Matthew Parkman)
演 - グレッグ・グランバーグ、日本語吹替 - 古田信幸
冴えない警察官。昇進試験を何度も受けるが失敗。そのため、妻ジャニスともうまくいっていない。
能力の発現により組織やサイラーと深く関わっていくことになる。しかし妻の浮気などの知りたくない事実も知ることになり、苦しみを抱えることもしばしば。
シーズン2では妻が浮気相手の子を妊娠したと思い込んだことにより離婚。モリーと共にモヒンダーのアパートに住む。警官に復職するも、直ぐに能力者や組織に関わる事件を担当することになり、事件に父親も関与していたことで仕事に没頭するようになった。危篤状態となったモリーをマウリーの悪夢から助け出し逆にマウリーを彼自身の悪夢に閉じ込めることに成功する。
シーズン3ではピーター（未来）によりアフリカにテレポートさせられる。そこで未来を予知し描く能力者ウスツと出会い、彼の秘薬と能力によって未来を予知しニューヨークの危機を知る。その後ウスツが飼っていたと思われる亀に導かれ無事帰国。帰国直後に自分をスカウトしに来たダフニに未来では自分達が夫婦であることなどを告げ、共に行動することとなる。途中ダフニが自分を利用していたこと、初めから裏切るつもりであったこと、そしてダフニの病気のことなどを知るが、それらを乗り越えついに相思相愛となる。
FBIを辞め能力を封印して警備員の職に就き、ダフニと暮らすようになる。しかし捕らえられ、脱出する際にダフニを撃たれたことにより能力で隊員達を殺し合わせ、怒りから復讐を考え行動するようになる。
ダフニの死後は生きる気力を失い、せめてもの弔いとしてダンコへの復讐を遂げる。その後ヒロとアンドウが連れてきた自分の子供、そして離婚したジャニスと再会し、家族が初めて3人揃った。家族との平和な暮らしを求め最初はヒロへの協力を拒否するが、本当の意味での平和な日々を取り戻すため、再び戦う決意をする。シーズン終盤、アンジェラに請われ、サイラーにネイサンの記憶を上書きしてしまう。
ファイナル・シーズンではサイラーの幻覚に悩まされ、やがては体を乗っ取られてしまう。彼の策略によりサイラー復活に一役買ってしまう事となり、以降は能力を忘れ平穏に暮らそうと努めていた。しかしサイラーが「能力を消して欲しい」と家を訪れた為、彼を永遠の悪夢に閉じ込めるもテレパシーをコピーしたピーターがサイラーを目覚めさせるため悪夢の中に入られてしまう。襲撃してきたイーライを操りサミュエルについての真実を暴露させるよう仕向けるも、窮地に陥り、目覚めたサイラーに助けられた。
テレパシー (Telepathy)
他人の考えていることを聞き取ることができる。シーズン2では力の使い方を覚えることにより相手の心を読むだけではなく、相手に自分の考えを送り操ることができるようになる。シーズン3では、父マウリーと同じように相手に幻を見せたり夢の中に相手の精神を閉じ込めることができるようになり、相手の頭の中に入り込み記憶を探ったり（能力使用の際、当初は一時的に気を失っていたが後に克服）、記憶の上書きを行ったりといった荒業を行えるようになった。
未来予知 (Precognition)
ウスツに教えてもらい、その後、自分の意思で使用できるようになった。集中するだけで未来を描くことができ、彼の場合は主に自分の近い未来を描いている。
ノア・ベネット (Noah Bennet)
演 - ジャック・コールマン、日本語吹替 - 谷昌樹
クレアの養父。表向きは製紙会社プリマテックで働く会社員であり、娘を愛する良き父親である。しかし裏では組織に所属し、部下のハイチ人とともに能力者を対象とした仕事をしている。そのため、銃器の扱いなど荒事に関する技術を持っている。
シーズン2からは組織を裏切り、モヒンダーと共に壊滅を目論む。終盤でモヒンダーに左目を撃たれて死亡するもモヒンダーによりクレアの血液を輸血され蘇生した。
シーズン3序盤では組織を裏切った代償としてレベル5に収監されていたが、その後脱走した囚人達を捕らえるべくアンジェラの指示で仕方なく一時サイラーをパートナーとして活動を再開した。しかし彼がジェシーを殺したことで殺人鬼としての性を失ってはいないことを再確認し、日食によって能力が消えたことに乗じてサイラーの殺害を図る。ボリューム4ではアンジェラから能力者捕獲の任を解かれるものの、それまで続けていたことを簡単に辞めることができず、ネイサンに従い国防省の能力者捕獲チームを率いる。しかしピーター達からは拉致された挙句マットの能力で尋問され、さらにはダンコの裏切りによりサイラーの罠にかかりチームを追われる。そしてピーターやネイサンたちと合流してネイサンに変身したサイラーに立ち向かう。
ファイナル・シーズンでは慣れない一人暮らしに四苦八苦していた。サミュエルに関わった事によりカーニバルの壊滅を目論む。終盤にてサミュエルの策に嵌まり過去に別の家庭があったこと、子供が産まれる直前に能力者によって妻が殺害されてしまったことを暴露され、クレアと共に生き埋めにされてしまう。脱出し、カーニバルの団員や一般市民を避難させた後旧組織の人間を使いサミュエルを逮捕した。最後まで能力を公表しないことを選んだが、クレアは結局公表してしまい「親不孝だ」と言っていた。
ハイチ人 (The Haitian / rene)
演 - ジミー・ジャン＝ルイ (Jimmy Jean-Louis)、日本語吹替 - 斉藤次郎
ベネットの部下で、発声できないと組織にすら思わせていたが本当は喋れる。名前では呼ばれず、常に「ハイチ人」と呼ばれる。
少年時代から組織のもとで働いているが、実際は全てアンジェラのために動いており、クレアの記憶を消さなかったり、ピーターを逃がしたりと、自分が間違っていると思うことには組織やベネットすら裏切る。
シーズン2ではシャンティ・ウイルスを発症し、故郷のハイチで死を待つだけの生活を送っていたが、モヒンダーの手により回復する。
シーズン3では異母兄弟（サムディ）がいることが判明。彼を倒すために単身追っていたがピーター達の協力を得てサムディを倒し、後にピーターに協力しアーサーの能力を押さえ込んだ。
ファイナル・シーズンではレネという本名で呼ばれ、裏で何人かの記憶を消した他、ピーターに頼まれ自分の能力をコピーさせた。
知的操作 (Mental Manipulation)
他人の記憶を消去することができる。その際に細胞を破壊しているらしく、消去した記憶は本人も元に戻せず、何度も消去すると記憶障害を起こすことがある。ただし、リンダーマンやイシの治癒、アダムやクレアの細胞組織の再生のように細胞を回復できる能力を使えば記憶はじきに元に戻る。また近くにいる能力者の力を封じることができる。しかしどんな能力者にも有効なわけではなく、アーサーのように強力な能力を持つ者を相手にした場合激しく体力を消耗してしまう。
サイラー (Sylar) / ガブリエル・グレイ (Gabriel Gray)
演 - ザカリー・クイント、日本語吹替 - 中嶋将平
元々はガブリエル・グレイという時計職人で平凡な青年だったが、チャンドラとの出会いによって彼の人生は一変。能力を奪うために能力者を殺す殺人鬼へと変貌する。サイラーという名前は偽名で時計のブランド名からとったもの。能力の副作用による殺人願望に取りつかれているが、善と悪の間で常に揺れ動いている。
ピーターやヒロ達との戦いに敗れ死にかけるが、キャンディスに助けられ生き長らえる。シーズン2では組織にウイルスを打たれ能力が使えなくなってしまうがシーズン2の最後にワクチンを打って力を取り戻した。その際、今まで得た能力はテレキネシス以外すべて失っている。
シーズン3では、クレアを襲い治癒能力を手に入れることに成功する。その後、ペトレリ夫婦に利用された際、完全ではないものの一時的に飢えを抑えるようにもなった。その後も飢えを抑え込み、殺人も余程のことが無いことや自分に危害を加えない場合以外では殺すことが減っている。しかし手に入れた嘘発見の能力により自分が嘘で利用されていたことを知り、アーサーと決別し殺害。世界を手にしようと画策するもクレアによって弱点を突かれ細胞の再生を阻害され、建物の爆発に巻き込まれる。しかし、その際、急所に刺さっていたガラスが溶け復活。飢えを抑え未来では良き父となるほどだったが、結局現在では飢えには勝てずエルを殺害した。
シーズン3後半からは自分が何者なのか答えを見つけるため実の父親を捜し求めるようになり、道中出会ったルークが情報を持っていると知り彼から情報を聞き出すために二人で旅をする。捕獲チームの襲撃を受けつつも、ついに父親に会うことができる。再会した際、父親が弱い人間に成り下がっていたことに失望し答えを見つけたこともあって殺さず放置する。その後ダンコと共謀しシェイプシフターを獲得、これにより急所を移動させたため後頭部に物が刺さっても死ぬことは無くなった。しかし同時に、過剰な変身を繰り返したことでDNAが変化し、無意識に他人に変わるようになり、自分自身を見失っていた。
マイカの説得によりダンコと組むのを辞め大統領になろうと画策。そこでの戦いでネイサンを殺害し、大統領に接触するが大統領はシェイプシフターで変身したピーターだったため失敗し捕えられる。しかし政府の能力者捕獲を止めさせるためにネイサンが必要だったため、マットの催眠でネイサンの記憶を植えつけられ生かされる。それでも、シーズン3の最後では、時計の時間に違和感を覚えるなど、サイラーとしての記憶が少し残っている。
ファイナル・シーズンでは、ネイサンそのものとして生活するも以前使えなかった能力に違和感を覚え、殺し屋から襲われ埋められたことをきっかけに、マットの頭の中に居座り体を返すよう要求していた精神が策を講じて体を取り戻す事に成功した。しかし、ヒロが過去を変えた影響で段々と孤独を恐れるようになり、クレアとの対話で「普通の人間として生きたい」という願いを見つけ出す。その後マットに能力を消すよう頼むも今までの行いから拒否され、逆に悪夢に閉じ込められてしまう。彼の能力を必要としたピーターが救援に来るも脱出は困難を極めていたが、ピーターが彼を許したことにより脱出し、ピーターと共にカーニバルへ向かい誰一人殺す事無くエマと大勢の人間を救った。その際の気持ちを「ひたすらに無心だった」と語り、ヒーローとして生きる事を見出した。
直観 (Intuitive Aptitude)
機械から生物まで、全ての物の仕組みや構造をその動きを見るだけで理解する事が出来る。
頭を切り開き脳を露出させて能力者の脳を直接調べる事で、他人から能力を奪うこともできる。シーズン3では切断後の具体的な描写がなされている。他人の能力を使用できるという点ではピーターの能力と同じだが彼とは違い、その過程で相手を殺害している。後にアーサーの助言により相手の感情を理解し共感することで殺さずに能力を得ることもできるようになった（シェイプシフター、飛行、共感能力が該当する）。
この能力の最大の欠点は、常に「もっと欲しい、もっと知りたい」という欲求とも言える飢えに満ちているという危険性にある。 奪った能力もある程度練習すればコントロール可能だが、別の未来のサイラーが放射能の能力を制御できず大爆発を起こしていたり、奪ったシェイプシフターの能力に振り回されたりと稀に奪った能力を制御できない場合もある。確認できた能力は、シーズン1ではテレキネシス 凍結 記憶力 溶解 聴力 未来予知 放射能、シーズン3ではテレキネシス 組織細胞の再生 錬金術 サイコメトリー 音波 ライトニング パペットマスター 嘘発見器 シェイプシフター 崩壊 飛行 共感能力（共感能力はファイナル・シーズンでの獲得）。
マイカ・サンダース (Micah Sanders)
演 - ノア・グレイ＝ケイビー、日本語吹替 - 小林由美子
ニキとD.L.の息子。コンピューター、テレビゲームが好きな天才少年。コミックも好きでアイザックの「9th Wonders!」をいつも読んでおり、頭も良くピアノも弾ける。誰よりも早く「ジェシカ」の存在に気付くなど、両親たちの変化に敏感に気づき心を痛めている。おとなしい性格で母親の言いつけを守る素直な子であり正義感も強く、父や母にヒーロー像を重ねることも多い。しかし、能力を使い不正に金を引き出したり、家族の安全のためリンダーマンとの取引に応じネイサンを当選させるため能力を使って投票の不正操作を行ったこともある。組織と関わってしまったことにより一時は家族と離ればなれになってしまうが両親により助け出された。
シーズン2では事件後に父であるD.L.が死亡。母であるニキは能力を取り除くため組織に行ってしまったため、ニューオーリンズに住む父の伯母がいるドーソン家に預けられる。従姉のモニカが能力の発生に戸惑っているところを手助けした。ニキも戻ってきたものの、モニカをギャングから助け出すため入った建物が爆発したことにより母を亡くしてしまう。
シーズン3ではドーソン家でニキの棺を見つめていたニキそっくりの女性トレイシーと出会う。ボリューム4からは「反逆者」と偽名を名乗りネイサンの組織した国防省の能力者を捕獲するチームに対し陰で戦い、ピーターやクレアに協力していた。しかし利用されたトレイシーにより自分が反逆者であることが組織にばれ、逃亡の身となる。トレイシーの犠牲もあって一時は逃げることに成功したものの、やがて追い詰められてしまうが、サイラーによって助けられた。ニキに容姿の似ているトレイシーを何度も救い出そうとしている。母の面影を持つ者として手助けしてはいるがニキとは違う所も感じている。
機械操作 (Technopathy)
機械に触れて、心に念じるだけで意のままに操ることができる。本人曰く「機械と話す」とのこと。対象となる機械が故障・停止していても使用可能。また携帯電話など電波を発信するものを介せば直接触れずに操ることもでき、ネットワークにも干渉できる。ただし電源が供給されていない機械は操れない。初めてトレイシーと出会ったときは、この能力を使って彼女の生い立ちを教えた。
アンドウ・マサハシ (Ando Masahashi)
演 - ジェームズ・キーソン・リー、日本語吹替 - 間宮康弘
ヒロの同僚。不真面目な性格で仕事中にゲームをしたり、インターネットでストリップを見たりしている。
英語が得意なため、ヒロの通訳として共に行動する。最初はヒロの能力や「世界を救うための旅」に対して否定的だったが、ヒロが落ち込んでるときには協力したり励ましたりと、友達思いな面もある。なおアンドウは苗字ではなく名前、漢字表記は安藤。
シーズン3でヒロを助けるために、ダフニがモヒンダーから盗んできた化学式で完成した薬を注射し能力者になった。ヒロを救った後、日本でヒロにスーパーヒーローとして人々を助けることを提案される。ヒロが用意したアンドウサイクル（バイク）やコスチューム（全身タイツ）などに否定的な反応をしつつも、彼が攫われたことにより使命に目覚め彼の旅に同行している。能力を失ったヒロが能力のある自分を嫉むなど衝突を繰り返すも、最終的には共に能力者救出のため奔走した。
ファイナル・シーズンでは、自分の体を省みないヒロを諌め手助けしている。ヒロの能力による過去改変でキミコ・ナカムラと婚約した。ヒロと共に囚われのモヒンダーを救出し、最後はヒロの能力を増幅してカーニバルの団員の避難に協力した。
スーパーチャージャー （Ability Supearcharging）
身体から紅い電気のようなものを発し、それに触れた能力者の特殊能力を一時的ながら増幅させることができる。能力の増幅効果は、マットに使えばテレパシーの効果範囲を拡大させ、ダフニに使えば超高速移動に伴う時間転移ができるようになる。手からエネルギーを電撃のように放出して攻撃することも可能。その他にも電子機器をハックしたりとライトニングの性質も併せ持っている。
ケンセイ・タケゾウ / アダム・モンロー (Adam Monroe)
演 - デイヴィッド・アンダース、日本語吹替 - 桐本琢也
日本の逸話の英雄。ヒロは幼い頃から彼の大ファンで、劇中でも度々、彼の話をしている。しかし実際はイギリスから来た飲んだくれの商人で、ヒロに出会い能力に目覚めるまでは英雄とは程遠い存在だった。能力により長い時を生きており、現在400歳を超えている。その長い人生経験から、世界は一度滅びないと救えないという過激な思想を持っている。ヤマガトのHPから彼の逸話を読むことが可能。組織の創立メンバーの一人。
過去の京都にてヒロと仲違いし、現代ではピーターを騙して悪事に加担させようとするが、弟を救おうとするネイサンの必死の説得により目論見が崩れ、ヒロにより墓の下の棺桶の中に閉じ込められる。
シーズン3ではヒロが話を聞くために棺桶を掘り起こして復活させた。しかし、アーサーに能力を吸収された結果、老いがぶり返し骨も残らず朽ち果てた。ファイナル・シーズンでは死の淵に立たされたヒロの精神の世界で検事として登場し、ヒロと刀で一戦交えた。
細胞組織の再生(Tissue Regeneration / Rapid Cell Regeneration / Rapid Cellular Regeneration))
どんな怪我でも一瞬で完治するクレアと同じ能力。アダムは細胞組織の再生を繰り返し400年の時を老いることなく生き永らえている。
アンジェラ・ペトレリ (Angela Petrelli)
演 - クリスティン・ローズ、アレクサ・ニコラス（若い頃）、日本語吹替 - 新田万紀子、本名陽子（若い頃）
ピーター、ネイサンの母親で、クレアの祖母。組織の創立メンバーの一人。初期には息子たちを愛し、夫がいない寂しさから店の商品を万引きしてしまう精神的に弱い女性として描かれていたが、実は能力者であり、組織の創立メンバーでもある。常に謀略を張り巡らせる人物。大きな目的のためならば、ときに息子を犠牲にしてでも達成しようとしたこともある。
シーズン3ではボブ・ビショップ亡き後、最後の創立メンバーとしてプリマテック社のリーダーとなる。過去にアーサーを殺害しようとし失敗したことなどが明かされた。後にアーサーに捕まり悪夢の中に閉じ込められてしまうが、マットとダフニの活躍により脱出、アーサーを倒すのに一役買った。
ボリューム4では能力者であることがバレて国防省の捕獲チームから逃れつつ家族とともにサイラーに立ち向かう。しかし予知夢の結果からネイサンを救うことができず、能力者達を守るためにサイラーをネイサンに仕立て上げる。
ボブやリンダーマン、チャールズとはコヨーテ・サンズで出会い、施設の危険性を感じ共に脱獄した仲。その際妹のアリスや他の能力者達を救えなかったことを悔やんでいる。
ファイナル・シーズンではサイラーをネイサンに無理やり仕立て上げた後、彼と共に暮らそうとしている。やがてはサイラーを消そうとしていたが失敗する。エマが大量虐殺を行うこと、サイラーがそれを救う事を予知夢で見る。
予知夢 (Precognitive dreaming)
夢の中で未来を知ることができる。自分でもわからないほどリアルに未来を体感できる。夢の内容は抽象的であり、夢の解釈には個人の自由があるとのこと。この能力は自然に眠らなければ使えず、睡眠薬などで無理矢理眠っても能力は使えない。ピーターが能力をコピーしたときには、自分が空を飛ぶ夢などを見ている。

## シーズン1からのゲスト
アイザック・メンデス (Isaac Mendez)
演 - サンティアゴ・カブレラ、日本語吹替 - 咲野俊介
画家。描いた覚えの無い絵に最初は驚愕するが、後にそれが実際の出来事を示していると知り、未来を描いていることを確信する。しかしドラッグを摂取した状態でなければ能力が発動しなかったため、ドラッグを求めるようになり、恋人のシモーヌからはただのドラッグ中毒と誤解されて関係がこじれてしまった。本人は徐々にこの能力を疎ましく思い始め、ドラッグを絶とうとする。シモーヌの死後、自分が死ぬ未来を描き、その絵の通りサイラーに殺害され、能力を奪われた。
未来予知 (Precognition)
トランス状態になることで目が白くなり、未来のことをキャンバスに描く。ただし、未来の映像を見ることができるだけであり、それがいつの出来事で、何を示しているのかは能力自体で知ることができず、絵にある一場面から推察しないと分からない。また、見たい時間帯や場所、人物の未来を特定して見ることもできない。また、時代から言えば過去でも特定の人物にとっては未来であれば、過去の時代のことも描ける。最初はドラッグの摂取が必要だったが、後にヒロの指導で克服し、いつでも能力を使えるようになる。見て描くことのできる未来の映像は短いものは描いてから数秒後・長いものは1年以上先の未来までとかなり幅がある。彼の予知は発売されている漫画にもあらわれており、それが何度もヒロ達を救うこととなる。同じ予知能力者のウスツは主にマットを描いていたが彼の漫画はヒロをメインとして描いている。この能力を持った者は、たとえ絵が描けなくともキャンバスに映る未来像を基に描けるようになる。
シモーヌ・デヴォー (Simone Deveaux)
演 - タウニー・サイプレス ()、日本語吹替 - 永吉ユカ
アイザックの恋人でピーターが担当している患者チャールズの娘。アイザックがドラッグをしながら絵を描くことに対して快く思っていない。後にピーターとつきあうことになった。ピーターと争っていたアイザックに誤って撃たれ死亡。組織の工作により、その死は秘匿された。
D.L.ホーキンス (D.L. Hawkins)
演 - レナード・ロバーツ (Leonard Roberts)、日本語吹替 - 竹田雅則
脱獄囚。ニキの夫でマイカの父親。家族を養うためギャングのリーダーをしていたが、強盗殺人事件の濡れ衣を着せられ服役するはめになり透過能力を使って脱獄するもニキが二重人格だと知り戸惑う。実は、彼の罪はジェシカにより擦り付けられたものだった。後にニキが真犯人だと名乗り出たため無罪になった。
シーズン2ではリンダーマンに撃たれ重傷を負っていたが一命を取り留める。退院後、消防士となり、家族三人で一時平和な生活を送るも、新たな人格ジーナにより行方をくらませたニキを連れ戻しに行ったクラブでトラブルに巻き込まれ銃殺される。
物語中ではD.L.としか呼ばれないが、墓石に DANIEL LAWRENCE HAWKINS と彫られていた。
透過 (Phasing)
壁などをすり抜けることができる。服や触れている物、人も能力の対象となる。またこの能力を応用して、銃撃された際に弾をすり抜けたり、相手の体内に手を突き刺して殺すこともできる。ただし意識しないと能力は発動しない。
ダニエル・リンダーマン (Daniel Linderman)
演 - マルコム・マクドウェル、日本語吹替 - 小島敏彦
マフィアのボス。ネイサンに資金援助をしている。シーズン1の前半は名前しか登場しない。芸術品の収集が趣味でアイザックの絵のパトロンでもある。
実はノア達のボス。彼の目的は、NYの大爆発後、大統領となったネイサンを使い、怒りや悲しみを抱えた民衆の結束力を高めることにある。彼は、それによって死ぬ人間より将来的に救われる人間が多いと信じている。以前はアーサーやカイトと共に自分の能力を活かし世界を救おうと試みたが失敗に終わっている。D.L.に殺され死亡。組織の創立メンバーの一人。治癒能力によりアーサーにより記憶を操作されていたアンジェラの脳を回復させ記憶を取り戻させたり、半身不随で車椅子生活となったネイサンの妻を回復させたりもしている。
シーズン3ではネイサンやダフニをコントロールするために、マウリーが彼の姿を見せていた。
治癒 (Healing)
手で触れる、または手をかざすだけで、あらゆる怪我や病気を治すことができる。ハイチ人などの能力で破壊された脳細胞や治る見込みの無い障害でさえ治療できる。ただし自分に使うことはできず失った命を戻すこともできない。
モリー・ウォーカー (Molly Walker)
演 - アデール・ティシュラー (Adair Tishler)、日本語吹替 - 清和祐子
能力を狙ったサイラーにより家族は殺されてしまうが、本人は隠れていたため運良く現場にいたマットに救助される。シャンティ・ウイルスを患い物語後半まで能力が使えなかったが、モヒンダーの治療により無事回復。
シーズン2ではマットとモヒンダーに引き取られ普通の生活を送っていたが、マウリーを捜したことにより悪夢に捕らわれ一時危篤状態になるがマットにより助け出された。そのため、シーズン1ではマウリーを能力で探すとマウリーに見つかってしまうという暗示などをかけられていたことにより、能力でサイラーを捜す際にはマウリーをサイラーより怖い人と恐れていた。
シーズン3では能力者が蔓延した未来世界の彼女が、わずかに登場するのみ。以降のシーズンでは登場しない。
千里眼 (Clairvoyance)
イメージするだけで対象がどこにいるか分かる。ただし、死んだ人間を捜すことはできない。
イーデン・マッケイン (Eden McCain)
演 - ノーラ・ゼヘトナー (Nora Zehetner)、日本語吹替 - 清和祐子
モヒンダーの隣人で、チャンドラとも知り合いだった。実はベネットの部下。部下になる前は、能力を悪用し指名手配されるほどだった。サイラーの存在を危険視し殺害を図るが逆に殺されそうになり、寸前で自分の頭を銃で撃ち抜いて自殺する。そのためサイラーに能力は渡らなかった。
意思操作 (Persuasion)
相手に命令するだけで、操ることができる。
ハナ・ギテルマン (Hana Gitelman)
演 - スタナ・カティック、日本語吹替 - 内川藍維
通称ワイヤレス。3代続く女戦士の家系で、イスラエルのモサドの元工作員。CIAと偽ったベネットにより組織で訓練される。危険な任務の途中で見捨てられたため、ベネットを恨んでいる。
テロリストとなったテッドに接触して組織の破壊を手伝う。テッドを伴ってマットと接触した際には皮下注射銃を見せ、中身が放射性アイソトープの一種で、アフリカでウイルスを探知・追跡する目的で使用されていることや、アイソトープ専用針はプリマテックが買い付けたものであることを説明した。ヒロが行った5年後の別の未来にいたハナは、ベネットと共に能力者を匿っていた。
グラフィックノベルでは組織に抵抗を続ける様子が描かれており、組織を裏切ったベネットから放射性アイソトープを注射された能力者を追跡するシステムを搭載した人工衛星の破壊を頼まれ、能力により書類やメールを偽装してエンジニアに成りすまし、中国のロケットに乗り込み人工衛星の破壊を試みるも防御ウイルスに感染。大気圏に自分ごと人工衛星を突入させ破壊し死亡するも、精神は自分の生身の体を捨て電子データの世界で生きておりPCを通じてマイカに接触した。
ワイヤレス (Electronic Data Transception / Electronic Communication)
Eメール、携帯メール、衛星信号など、あらゆる電子データを直接見てコンピュータなしに送受信でき、操ることができる。最初は膨大な電子データが見えることに圧倒されていたが、自由にコントロールできるようになった。組織に何かを注射されていたらしく、人為的な能力である可能性が高い。
ザック (Zach)
演 - トーマス・デッカー、日本語吹替 - 下和田裕貴
クレアの幼馴染で、唯一彼女の能力を知っている。SFオタクでパソコンなどにも詳しい。
公式設定でゲイとなっていて、ジャッキー達からからかわれている。しかし、ザックを演じるデッカーがFOX系ドラマの主要キャストに選ばれたため、シーズン2からは登場しなくなる。
サンドラ・ベネット (Sandra Bennet)
演 - アシュレイ・クロウ (Ashley Crow)、日本語吹替 - 沢田敏子
ベネットの妻で、クレアの養母。犬のMr.マグルスを連れているブリーダー。過去に知った組織や能力者についての記憶はハイチ人により消されていた。サイラーの襲来により能力者たちのことやクレアの秘密を知ってしまうが、記憶を消すことによる脳へのダメージを知ったクレアの抗議もあって記憶を消されず、彼女のよき理解者となり「育ての親」として深く接している。今でこそ教育には厳しい所もあるが、学生時代は免許証を偽造してコンサートを観に行ったりもしていたらしく、その手のことが得意である。またよく気が付く性格のため夫が隠していた武器倉庫などの場所も全て知っていた。
シーズン3後半でサイラーの策略によりベネットに襲われ、それが原因で今までの鬱憤もありついに離婚を申し出た。ファイナル・シーズンでは離婚してボーイフレンドのタグと暮らしているが、クレアが誘った食事会でタグを引きつれ、ベネットと久しぶりに再会した。クレアとは、ちょくちょく会っている。
チャールズ・デヴォー (Charles Deveaux)
演 - リチャード・ラウンドトゥリー、エドウィン・ホッジ（若い頃）、日本語吹替 - 白熊寛嗣、坂詰貴之（若い頃）
シモーヌの父親。寝たきりで、ピーターに介護してもらっているが、その後死亡する。
組織の一員で、リンダーマンに反発していたもののアンジェラとは親交があった。組織の創立メンバーの一人。シーズン3では過去にコヨーテ・サンズにリンダーマンらとともに連れてこられていたことが判明する。
テレパシー (Telepathy)
他人の心を読むだけでなく、操ることもできる。また、悪夢や幻覚のようなものを見せたり、相手の精神を悪夢の中に閉じ込めることもできる。この能力を持つ者の中にはチャールズのように複数の人間を操ることが可能な者もいる。
オードリー・ハンソン (Audrey Hanson)
演 - クレア・デュヴァル、日本語吹替 - 瑚海みどり
FBI捜査官。マットの能力に気づき、サイラーを追う捜査に加える。しかし、プリマテック製紙に突入した際、紙しかなかったためマットのせいでこれまでの捜査が無駄になったと思い、見限る。
ジャニス・パークマン (Janice Parkman)
演 - リサ・ラッキー (Lisa Lackey)
マットの妻でキャリアウーマンだが、うだつの上がらない夫に不満を感じている。後に彼女の浮気が発覚してもマットは許したが、妊娠したのが浮気相手の子供と思われたことにより離婚される。シーズン3において、実は生まれた子供はマットの実の息子だったと判明し再び共に暮らし始める。親子で穏やかに暮らしていたが、ファイナル・シーズンではサイラーに脅かされるはめになってしまった。
テッド・スプレーグ (Ted Sprague)
演 - マシュー・ジョン・アームストロング (Matthew John Armstrong)、日本語吹替 - 高宮武郎
気づかないうちに能力を得ていた。無意識に放射能を放出し続けていたため、気づかぬ内に妻を癌にしてしまい、死亡させてしまう。後に自分の能力を開花させた組織の者たちに復讐することを決意するが、サイラーに殺害され能力を奪われた。
放射能 (Induced Radioactivity)
全身から放射線を放出する。手のひらで極小の核爆発を起こすことや、全身を核爆弾に変えることもできる。能力を応用してEMPを発生させることもできる。
別の未来では、この能力を手に入れたピーターによりNYが吹き飛んだ。また、さらに別の未来では、激情によりこの能力を制御できなくなったサイラーが大爆発を起こしている。
ハイディ・ペトレリ (Heidi Petrelli)
演 - リナ・ソファ (Rena Sofer)、日本語吹替 - 八十川真由野
ネイサンの妻。アーサーとリンダーマンの仕組んだ交通事故により下半身不随となり車椅子生活となっていたが、リンダーマンの能力で歩けるようになった。シーズン2ではアンジェラの思惑で子ども2人を引き取りネイサンと別れる。
チャーリー・アンドリュース (Charlie Andrews)
演 - ジェイマ・メイズ、日本語吹替 - 落合るみ
ヒロが立ち寄った店にいたウェイトレス。日本語が堪能でヒロと仲良くなる。ヒロと出会った直後にサイラーに殺害され能力を奪われる。彼女を救うために半年前にテレポートしたヒロと惹かれあうも、脳の病気で長く生きられないことを告白する。直後にヒロは別の時間に飛ばされ、結局未来は変えられなかった。
ファイナルシーズンでは、死ぬ直前の時間に戻って来たヒロと取引をしたサイラーによって脳動脈瘤を完治されるが、サミュエルによって拉致されアーノルドにより過去に飛ばされてしまう。老婆となって現代でヒロと再会するも、飛ばされた時代から今に至るまでの人生を失いたくないと運命を受け入れ、また新たに歴史を修正しようとするヒロを制止した。現在は子供や孫に囲まれ幸せに生きている。ちなみに、その人気からスピンオフ小説「HEROES ヒーローズ　チャーリーを救え」が製作され、日本では角川文庫から出版されている。
記憶力 (Enhanced Memory)
一度見たり聞いたりしたものを完全に覚える。本人による表現は「歩くウィキペディア」。
チャンドラ・スレシュ (Chandra Suresh)
演 - エリック・アヴァリ
モヒンダーの父。遺伝学者で、特殊な能力を持った人間が現れることを主張していたが、相手にされないどころか変人扱いされてしまう。その後アメリカに渡り、能力者の存在を確認するが、暴走したサイラーによって殺害された。
シーズン3では、過去において宿泊施設と偽った能力者隔離実験施設コヨーテ・サンズでイカロス計画の研究員として能力者を実験していた過去が明らかにされた。
クロード・レインズ (Claude Rains)
演 - クリストファー・エクルストン、日本語吹替 - 白熊寛嗣
世捨て人で、常に透明となって街を放浪している。物を盗んだり、他人の家に勝手に寝泊りしている。絶対に見つからないはずであったが、能力を偶然コピーしたピーターに見つかってしまう。それが縁となり、嫌々ながらもピーターの師となり彼に能力の使い方を教えることに。ピーター以前にも、何人かの能力者に手解きをしているらしい。
以前は「組織」に所属しベネットとコンビを組んでいたが、実は「組織」から能力者の存在を隠していたことが判明。始末を命じられたベネットの銃撃を受け死亡したものと思われていた。ベネットに生存がばれると、ピーターを置いて逃亡した。
透明人間 (Invisibility)
自分の体を透明化する。服や触れているものも能力の対象となる。
メレディス・ゴードン (Meredith Gordon)
演 - ジェサリン・ギルシグ、日本語吹替 - 加納千秋
クレアの実母。これまで各地を放浪していた。過去に、組織の人間に襲われた際、興奮して能力を制御できなくなったことにより起きた大火事に巻き込まれ、その際にクレアは死んだものと思っていた。クレアとは再会することができ「生物学的な親」として接することになる。
シーズン3では組織のエージェントであったことが判明。過去に弟のフリントと共に能力で強盗を働くなどしていたが捕らえられ、交換条件としてエージェントとなる。だがこのまま続けていればいずれフリントの命が危ないことを知り2人で脱獄、シーズン1冒頭にあった貨物列車の事故を起こす。後にクレアたちに協力して組織へ乗り込みサイラーと交戦、その際にアドレナリンを打たれ能力が暴走し、最後は爆発するビルの中に取り残され死亡した。
パイロキネシス (Pyrokinesis)
体から赤い炎を出し、自在に操る。また熱や炎にも耐性を持つため自分や他人の出した炎に当たっても平気である。
カイト・ナカムラ（中村 楓翔） (Kaito Nakamura)
演 - ジョージ・タケイ、尾崎英二郎（若い頃）、日本語吹替 - 石井隆夫
ヒロの父で、日本の大企業ヤマガト・インダストリーの会長。組織の創立メンバーの一人で、ニューヨークの核爆発を止めようと暗躍したり、アダム・モンローを監禁したりするなど、組織の中ではしっかりした人物。剣術の心得があり、シーズン1終盤頃にヒロに手解きをしている。また、グラフィックノベルでは、街のならず者である暴走族のフミオたちからも恐れられていることが確認できる。
シーズン2でアダムに殺されるが、ヒロの能力で死を免れるチャンスを得たものの自ら死の運命を選ぶ。
シーズン3では化学式を守るようヒロに言い残す。過去にテレポートしたヒロを見て自分の息子が成長した姿だとはわからず、刀を持って斬りかかった。その際、化学式が真っ二つになる。
能力については物語中詳しく言及されてはいないが、どんな状況においても物事の変則を予知し、結果を当てることができる力とされている。
ファイナル・シーズンでは死の淵に立たされたヒロの精神の世界で裁判官として登場した。
キミコ・ナカムラ（中村貴美子） (Kimiko Nakamura)
演 - 中村佐恵美
父カイトと共にヒロを連れ戻しに来るが、ヒロが父親を説得したことによりヤマガトの副社長になる。シーズン2では葬式に参列していた。グラフィックノベルでは、刀を振りかざし力ずくで自分とよりを戻そうとする暴走族のリーダーフミオに、アンドウと共に立ち向かっている。ファイナル・シーズンではヒロが過去を変えたことで、アンドウと恋人関係になり婚約した。
キャンディス・ウィルマー (Candice Wilmer)
演 - ミッシー・ペリグリム (Missy Peregrym)、日本語吹替 - 嶋村侑
リンダーマンの部下。性悪説を説き、リンダーマンの思想を全面的に支持している。性格は歪んでおり、能力で他人を悪質にからかう場面が多い。劇中に登場する彼女自身の姿も幻覚であり、本当の姿は肥満体型の白人女性である。シーズン2序盤にサイラーに殺害されたが当時のサイラーはウイルスにより力を失っていたため能力を手にすることはできなかった。
グラフィックノベルによると容姿のせいでいじめにあっており、そのせいで性格が歪んでしまっていたことがわかる。
イリュージョン (Illusion)
人を別人に見せる小規模なものや、ホテルの廊下を迷路にするような大規模な幻覚も造ることができる。ビデオなどの電子機器を介しても幻覚のまま写るため、幻覚を見極めることはほぼ不可能。別の未来ではサイラーも使用していた。
ブライアン・デイビス (Brian Davis)
演 - デイヴィット・バーマン
自分の能力を恐れており、チャンドラを訪ね、能力を消してもらおうとするが、サイラーに騙されて見せた直後に殺害され、能力を奪われた。ちなみに彼がサイラーの最初の犠牲者である。
テレキネシス (Telekinesis)
あらゆる物体を意のままに操る。劇中、ブライアン本人は一度しか能力を使っていない。サイラーやピーターも、この能力を覚えてからは頻繁に使用している。応用して人体を切り裂いたりすることも可能で、サイラーは頭を切り開いて能力を獲得したり、チャーリーの頭の腫瘍を切除した。両手が塞がっていると使用できない。
サンジョグ・アイヤー (Sanjog Iyer)
演 - ジャビン・レイド (Javin Reid)
インド在住の少年。チャンドラ博士がNYに行く前に観察対象としていた。その能力によってモヒンダーが亡き姉シャンティの存在を知るきっかけを作る。
夢操作 (Dream Manipulation)
人の夢に介入することができる。本人曰く「向こうから自分の所にやってくる。」とのこと。
ゼイン・テイラー (Zane Taylor)
演 - イーサン・コーン (Ethan Cohn)
自分の能力に気づき、モヒンダーの研究に協力しようとするも、サイラーに騙されて殺害され、能力を奪われた。
溶解(melting)
あらゆる物質を溶かすことができる。
デイル・スマイザー (Dale Smither)
演 - ラスティ・シュワイマー (Rusty Schwimmer)
田舎の小さな町工場で働く中年女性。常にイヤホンで音楽を聴いて気を紛らわしている。サイラーに殺害され、能力を奪われた。
聴力(Enhanced Hearing)
どんな遠くの音や小さな音も聞き取れる。心臓の鼓動を聞くことにより、相手の心理状態もわかる。本人は最初はこの能力に悩まされていたが、克服している。
Mr.マグルス
小型犬のポメラニアン。ベネット家のシンボル的存在。サイラーやテッドが襲ってきても、家が全焼しても、いつも無傷。
トンプソン (Thompson)
演 - エリック・ロバーツ
組織のエージェントでベネットの上司。組織を裏切ったベネットに射殺される。

## シーズン2からのゲスト
マウリー・パークマン (Maury Parkman)
演 - アラン・ブルーメンフェルド、日本語吹替 - 木村雅史
マットの父親で、組織の設立メンバーの一人。行方不明だったがモリーの能力で発見される。
元泥棒で、マットが12歳のときに蒸発した。しかし心の奥では家族を愛しているようで、家族を捨てた夜を悪夢として持っていた。
シーズン2でアダムの下でアンジェラを襲うなどしており、シーズン3ではアーサーの下につき命令に従って動いていた。長い物に巻かれるタイプだが、息子に手出しはしないという約束を破り息子であるマットを殺そうとしたアーサーに反抗し殺害される。
テレパシー (Telepathy)
相手の心を読み他人の考えていることを聞き取ることができるだけでなく、相手の頭の中に入り込み記憶を探ったり、相手に自分の考えを送り操ったり、記憶の上書きを行ったり、相手に幻や悪夢を見せたり、夢の中に相手の精神を閉じ込めることができる。
彼の言葉によれば、この能力は相手の精神に介入するため、脳が司るおおよそのことはできるとのこと。
エル・ビショップ (Elle Bishop)
演 - クリスティン・ベル、日本語吹替 - 中司優花
ボブ・ビショップの娘。幼い頃から能力を発揮し、祖母の家を火事にしたり、町を停電にしたりし、8歳から組織の施設で暮らしている。何度も人体実験をされているが、その都度記憶を消されているため自覚はない。性格は人体実験の影響からか若干崩壊しており、常識人ではあるが人を殺すことに何のためらいもない。ボブには極めて従順で父親として慕ってもいる。
シーズン3ではパインハーストに捕らわれるが、サイラーと出会い彼に全てを受け入れられたことにより愛情を抱く。自分の能力を得たサイラーに手解きするなど良き関係を保っていたものの、現在のサイラーを形成する要因を作ったことを本人に知られ、直観能力の副作用もありサイラーに殺される。遺体はコピーされた自身の能力により焼却された。
ライトニング (Electric manipulation)
体から人を感電死させるほどの電気を発する。掌に帯電し、球体にして遠距離に飛ばすことも出来る。ただし、電撃に対して耐性があるわけではなく、水に濡れた状態で電撃を発生させようとすると自分自身が感電してしまう。ピーターやサイラーは、この能力を覚えてからは頻繁に使用している。
ボブ・ビショップ (Bob Bishop)
演 - スティーヴン・トボロウスキー、日本語吹替 - 小島敏彦
組織の創立メンバーの一人。シーズン2以降は、リンダーマン亡き後の組織のリーダーとなる。エルの父親。
シーズン3でサイラーに殺害され、能力を奪われた。
錬金術 (Alchemy)
鉄を金に変えるなど、物に触れることでその物体の構成構造を変化させられる。この力を組織の資金源としている。
マヤ・ヘレラ (Maya Herrera)
演 - ダニア・ラミレス、日本語吹替 - MAI
ドミニカ共和国出身。双子の弟アレハンドロの結婚式で、不可抗力ながらも能力を使って大勢の人を殺してしまい、指名手配犯となる。アメリカに渡りチャンドラ・スレシュに助けてもらおうと弟と共に旅をする。他人を信じやすい性格で、途中で出会ったサイラーの口車にまんまと乗せられてしまい、障害となる人々を能力で殺害してしまうこともあった。
シーズン3ではモヒンダーの治療を受けるうちに愛情が芽生え関係を持つが、彼の暴走に恐怖を抱くようになり繭に囚われてしまう。アーサーに能力を吸収してもらい、能力者では無くなった。その後もニューヨークに住んでいたが、モヒンダーが一度訪ねて以降は不明。
猛毒 （Poison emission）
感情が高ぶると目と涙が黒くなり、周囲にいる人々にも同じ症状を発生させ毒死させる。この毒に感染しても、能力が静まった時点で死亡していなければすぐに回復する。能力を押さえ込むにはアレハンドロの能力が必要だったが、サイラーの指導によりコントロールが可能になる。
アレハンドロ・ヘレラ (Alejandro Herrera)
演 - シャリム・オルティス (Shalim Ortiz)、日本語吹替 - 勝杏里
マヤの双子の弟。最初マヤを警察に突き出そうとするも、マヤと自分の能力を知り、アメリカに渡る旅をするが英語が話せない。サイラーを終始疑い、ホテルでもみ合いになった際に殺される。
アレハンドロの能力 (Alejandro's ability)
正式名称は不明。マヤの手を取り、マヤの猛毒の涙を消すことができる。また、マヤの猛毒の涙の影響を受けない。
ビクトリア・プラット (Victoria Pratt)
演 - ジョアンナ・キャシディ、ジェイミー・レイ・ニューマン（若い頃） (Jaime Ray Newman)
組織の創立メンバーの一人。生物学者としてウイルスの研究をしていた。後に組織を抜けて偽名を使い暮らしていたがアダムとピーターにウイルスの在り処を聞きだされた後、ピーターを撃とうしてアダムに射殺された。
ウエスト・ローゼン (West Rosen)
演 - ニコラス・ダゴスト、日本語吹替 - 真仲恵吾
シーズン2でのクレアの同級生。クレアに興味を示し、彼女が能力者であることが分かって、クレアに自分も能力者であることを明かす。それからは彼女とデートに出かけたりと、良い仲となる。
ノアに捕えられたことがあり、そのことでクレアのと関係が悪化する。最終的にクレアたちが能力者の存在を明かすことに反対し、自分に関する情報を持って彼女の前を去る。
それ以降のシーズンでは登場こそしていないものの、ファイナル・シーズンではクレアと恋人になっているらしく、遠距離であるが能力があるので関係は良好なままらしい。ピーターに頼まれ能力をコピーさせた。
飛行 (Flight)
ネイサン同様に浮遊したり空を飛ぶことができる。ネイサンとは違い低速。
ヤエコ (Yaeko)
演 - 田村英里子、日本語吹替 - 小宮山絵理
1671年の京都に飛んでしまったヒロと出会う、伝説の刀鍛冶の娘。ヒロ曰く「日本一の美女」。ケンセイことアダムと結ばれる運命にあったが、最終的にヒロを愛してしまい、ヒロとアダムの確執を招いてしまった。
モニカ・ドーソン (Monica Dawson)
演 - ダナ・デイヴィス、日本語吹替 - 世戸さおり
マイカの従姉で、D.L.の姪。ハリケーン・カトリーナで死亡した亡き母の代わりに自分の祖母と弟の面倒をみているしっかり者。一族でただ一人大学に通っていたが、ハリケーンによって大学も辞めることになり、将来に不安を感じている。 ハンバーガーショップで働きながらマネージャー昇進を夢見ている。組織からの接触で組織の研究に協力するが、その後家に戻り、ボブから受け取ったあらゆる技術が記録されたポータブルDVDを受け取る。弟がマイカのバッグを勝手に盗んでコミックを売ろうとし不良達に取られてしまったため、取り戻そうと不良の家に進入するも見つかってしまい、縛られて焼死させられそうになるも、ニキにより助け出された。
コピーキャット (Adoptive muscle memory)
格闘技や新体操や料理など、難しい体技を一度見ただけで完璧に模倣できる。ただし、能力者の能力まではコピーできない。

## シーズン3からのゲスト
ダフニ・ミルブルック (Daphne Millbrook)
演 - ブレア・グラント、日本語吹替 - 森夏姫
ヒロとアンドウの二人がヤマガトの東京本社にある金庫の中から取り出した「化学式」を彼らの目の前で奪っていった人物。組織にいた頃は「ネメシス」と名乗っていた。
幼い頃は短距離走で1位を取るなど走ることが得意であったが、脚の病気を患い歩くことすら困難になる。そんな折、能力に覚醒したことにより誰よりも速く動けるようになった。本人曰く「能力は己の願望が関係しているのかもしれない」とのこと。帰国したマットをスカウトしに行ったときに、彼に未来で見たことを告げられ怪しむも、彼女の祖母の名前を子供に付けていたことを教えられ彼を信じる。しかし、それもアーサーの命令によって動いていたに過ぎず、次第にマットに対する感情が沸き起こり「以前のようにはなりたくない」との思いと恋心の間で苦悩するが、マットと共にアンジェラを助ける際、彼に心中を明かし結ばれる。アンドウのスーパーチャージャーにより光の速度を超え時間を越えてさかのぼり、ヒロを助けた。
4ヵ月後マットと同棲し自転車での配達業の職に就くが、マットが設けた「能力を使わない」というルールを度々破り険悪なムードになっていたことも。マットたちがさらわれたときは、彼を助けるためにアンドウと共に輸送機の墜落現場に赴くも銃撃されてしまった。その後はネイサンたちに捕らえられ、満足に治療も受けられず衰弱する。マットとモヒンダーの手により救出され病院に運ばれるも既に手遅れで、マットの能力により、マットとの幸せな時間の夢を見ながらあの世に旅立った。
高速移動 (Super Speed)
何よりも速いスピードで動くことができる。そのためヒロの時間停止の間も平然と動くことができる。ヒロが時間を停止した間も普通の人間と同じスピードで動いていた。大人2人程度が限界ではあるものの、抱えている人間も一緒に高速で動くことができ、海を越えることもできるが、彼女以外の人間にとっては高速移動時の風圧が辛いとのこと。
アーサー・ペトレリ (Arthur Petrelli)
演 - ロバート・フォスター、日本語吹替 - 斎藤志郎
アンジェラの夫にして、ピーター、ネイサンの父親であり、クレアの祖父。組織の創立メンバーの一人。パインハースト社のボスで、アンジェラとは敵対している。
計画計画の障害となり得るネイサンを殺そうとしたことに気付いたアンジェラの記憶を操作し操るも、リンダーマンにより記憶を取り戻したアンジェラによって毒を盛られ、全身が麻痺し不随となる。医師を操り死を偽装し、陰で暗躍を続けていた。アダムの能力を吸収し完全に復活すると、計画を進めピーターやヒロの能力、ヒロの記憶や触媒を奪い、ウスツを殺害。触媒とモヒンダーの研究により、ついに常人に能力を与える薬品を完成させる。駆けつけたピーターが撃った銃弾を能力で止めるも、嘘をつかれ操られていたと知ったサイラーにより銃弾を頭部に撃ち込まれ死亡した。
吸収 (Power absorption)
対象に手を直接触れることで他人の能力を吸収し、自分のものにできる。ピーターの能力とは違い、力を奪われた者は能力を使えなくなるが、サイラーと違い相手を殺さずに能力を得ることができる。半死状態以前からも能力は持っており、マットなどと同じように記憶操作なども持っている模様。
シーズン3でピーターの能力を吸収したため、彼がそれまでにコピーした能力全てを使用可能になる。他にもヒロやマヤの能力も吸収した。
ウスツ (Usutu)
演 - ンタレ・グマ・ムバホ・ムワイン (Ntare Mwine)
ピーター（未来）によりアフリカに飛ばされ行き倒れていたマットを助けた能力者。昔からマットをメインに未来予知の絵を描いてきており、魂の歩みと称する無の境地に達する歩みを歩かせたり、木の根やハイエナの糞が入った秘薬と称した物を食べさせることにより、彼に未来予知の使用方法を授けた。またヒロに対しても未来予知の能力を使わせ過去を視せた。その直後にアーサーに殺害されてしまう。その後はマットの前に幻として現れ、彼を導いていく。
未来予知 (Precognition)
目が白くなり未来を予知して絵に描く。アイザックと違いiPodで音楽を聴くことによりトランス状態に入る。
イシ・ナカムラ（中村 伊詩） (Isi Nakamura)
演 - タムリン・トミタ
ヒロの母親で、ヒロが幼いときに亡くなった。シーズン2では彼女の葬式の様子が描かれている。
シーズン3で過去に飛んだヒロたちの前に登場する。病弱で満足に歩けないほどだったが、成長したヒロと出会った際に能力でヒロの記憶を元に戻して自らの内に秘めた触媒をヒロに渡し、その直後に眠るように死亡した。
ファイナル・シーズンでは死の淵をさまようヒロの精神に登場。彼に現世での使命を果たすよう促し、能力で彼の病を完治させた。
治癒 (Healing)
リンダーマン同様、手で触れる、または手をかざすだけで、あらゆる怪我や病気を治すことができる。ハイチ人などの能力で破壊された脳細胞や治る見込みの無い障害も治療できる。
ブリジット・ベイリー (Bridget Bailey)
演 - ターミナ・サニー (Tehmina Sunny)
イギリス人の能力者で組織のエージェント。アンジェラによりサイラーへのごちそうとして呼び出され、サイラーに殺されて能力を奪われた。
サイコメトリー (Clairsentience)
手で触れた物体や人物の過去を知ることができる。
ノックス (Benjamin'Knox'Washinton)
演 - ジェイミー・ヘクター (Jamie Hector)
プリマテック社の地下、能力を持つ凶悪犯ばかりが収監されている通称レベル5から脱走した囚人の一人でベネットに憎悪を抱いている。口癖は「ビビってんのか？」
アーサーの下で動き計画に従っていたが、ネイサンを殺害しようとした際、後ろからトレイシーに凍結させられ殺害された。別の未来ではクレアたちと行動しており、平穏に暮らしていたサイラーを襲い、共に暮らしていた子供を殺害している。
サイドストーリー「Hard Knox」では、能力に目覚め、ならず者で理不尽なグループリーダーを殺害してしまう過去の出来事が描かれており、その中で、マットとは顔見知りであり常に気にかけられていたことが明らかにされた。
怪力 (Enhanced strength)
周囲の恐怖心を感じ取り、それを糧にして自分の力に還す。最大まで発揮すれば鉄すら砕くことができるが、周囲に恐怖している者がいなければ無力。発揮前には大きく鼻から息を吸う。
フリント (Frint Godon)
演 - ブレイク・シールズ (Blake Shields)
レベル5から脱走した囚人の一人でメレディスの弟。クレアの叔父でもある。頭が悪く本人はそれを気にしている。組織に捕らえられ人質として監禁されていたが、本人は本当に姉と同じエージェントになれるものだと思い喜んでいた。捕らえられる前は姉と一緒に能力を使い強盗などを働いていた。グラフィックノベルでは、マイカとスパロウ・レッドハウスの逃亡を手助けしたが、HLSスナイパーに殺される。
パイロキネシス (pyrokinesis)
メレディス同様、身体から炎を出し操る。メレディスとの相違点は炎の色が青いという点。また、彼自身頭が悪いため、いつも大きな炎しか出せない。
ジェシー・マーフィー (Jess Muphy)
演 - フランシス・キャプラ
レベル5から脱走した囚人の一人。ピーターは未来から来た自分の能力ボディ・インサートにより彼の中に閉じ込められていた。肥満体でスキンヘッドをしている。家族はラスベガスに住んでおり、友人はおらず、そのことを利用されピーターが中にいることを見破られた。飢えを抑えきれないサイラーに殺害されてしまう。
音波 (Sound Manipulation)
自分の声を使って音波をコントロールし、衝撃波を放つことができる。
ドイツ人 (The German)
演 - ケン・ラリー (Ken Lally)
レベル5から脱走した囚人の一人。銀行強盗を働いた際、金庫を開けようとしていたが、ノックスに歯向かったため背後の壁ごと貫かれ死亡する。
磁化 (Magnetism)
物体の磁気エネルギーを操ることができる。
スティーブン・キャンフィールド (Stephen Canfield a.k.a.Vortex)
演 - アンドレア・ロヨ (Andre Royo)
レベル5から脱走した囚人の一人。凶悪犯とされているが、実際は、ふとしたはずみで能力を使ってしまったことによる事故で誤って人を殺してしまっただけであった。
パインハーストに無理やり連行されたことにより家族と離れ離れになり、そのことを悔やんでいる。クレアが自分を捕獲しに来た際、彼女に真相を話し、家族と会う約束を取り付けてもらう。だが約束を反故にされ絶望の淵に立たされた後、ノアに依頼されたサイラーの殺害を「もう誰も殺したくない」と拒否し、自分自身を吸い込み、自殺した。
ブラックホール (Gravitational manipulation)
重力を操り、何でも吸い込む渦=ブラックホールを自在に操る。吸い込まれた物体は何であろうと消滅する。自在に出現・消滅させることができ、その場に残したり前述通り自分を吸い込ませたりすることもできる。
エリック・ドイル (EricDoyle)
演 - デヴィッド・H・ローレンス17世 (David H. Lawrence XVII)
レベル5から脱走した凶悪犯。過去にメレディスと関係を持っていたが、彼女にとっては忌むべき過去らしい。個人で人形劇場を営んでいた。
クレアの能力を利用した作戦に敗北した後、再びレベル5に収監されるが、サイラーの襲撃により交換条件として殺害を請け負う。一時は自分の能力で優位に立つも、サイラーに支配され倒れる。
その後ネイサンら捕獲チームに捕まりそうになり、反逆者の紹介でクレアに助けを求める。一度は逃亡に成功するも、サイラーに生け捕りにされ、取引材料としてダンコに贈られ監禁される。
サイドストーリー「ドイルのビデオレター」では、社会人として復帰し会社員として働く中で、理不尽な上司が彼女である同僚の女性社員に対し乱暴な態度を取っている様子を目の当たりにし、能力を使ってしまう様子が描かれている。
ファイナル・シーズンではカーニバルの一員となっておりサミュエルの目指す世界に惹かれ彼に協力、エマを操り大量虐殺を引き起こそうとするが、隙を突かれ彼女の攻撃で倒れた所をサイラーに生きたまま拘束される。その際「お前と俺は同じだ」と言い放つも、サイラーに否定された。
パペットマスター (Puppet Master)
周囲の人間の体の動きを操り人形のように自在に操ることができる。サイラーも、ドイルに共感することにより使用できるようになった。
バロン・サムディ (BaronSamudi)
演 - ディミートリアス・グロス (DemetriusGross)
レベル5から脱走した凶悪犯で、ハイチ人の異母兄弟。名前は偽名で、サムディとはブードゥー教の神の名。自分を神と崇めている者たちと共に殺人、強盗、麻薬密輸、誘拐、奴隷売買といった非道な行いをしていた。自分を捕まえにきたネイサンをさらうも、日食によって能力を失ってるところを助けにきたハイチ人とピーターによってネイサンを逃がしてしまう。 ピーター、ネイサンの協力を借りたハイチ人の能力により、すべての記憶を奪われ倒される。
頑強(Impenetrable Skin)
炎や銃弾、刀など何をも通さない無敵の皮膚を持つ。
スー・ランダース (Sue landers)
演 - エリザベス・アン・ベネット (Elizabeth An Bennet)
相手の嘘を見抜く能力の持ち主。パインハーストから手に入れたリストから目をつけられ、真実を知ることを求めるサイラーに殺され能力を奪われた。皮肉にもその日は彼女の誕生日であった。
嘘発見器 (Lie detection)
人間が嘘をついているかどうか見抜くことができる。相手が嘘を吐いた際、頭の中でベルのような音が鳴る。
エコー・デマイル (Echo Demille)
演 - キコ・エルスワース (Kiko Ellsworth)
メレディスとノアから、パインハースト社で暴れるサイラーをおびき出す餌にする目的で、サイラーを殺したら自由にすると約束され牢屋から出してもらえたレベル5の囚人の1人。その後サイラーにより喉を切られ殺害されているのを発見される。
サイド・ストーリー「郵便配達員を追え」では、郵便配達員の仕事中に突如、組織のエージェントである大ヘビたちに追われ、能力を使い抵抗するも結局捕まってしまいレベル5に収監されるまでが描かれている。
音波 (Sound Manipulation)
自分の声を使って音波をコントロールできる。声によって強力な音波を発生させ衝撃波を放つことができるため、音波で物を飛ばしたり至近距離で使えば鼓膜を打ち破ったりもできる。音を真似ることもでき、エコーはこの能力をDJとして活用していた。
エミール・ダンコ (Emile Danko "the Hunter")
演 - ジェリコ・イヴァネク、日本語吹替 - 仲野裕
捕獲チームの責任者ネイサンのもと、能力者たちを捕獲するチームのチーフ。軍人気質で「能力者は危険な標的」と考えており、ピーターやクレアを政府から守ろうとしたり他の能力者を殺さずに捕獲するというネイサンに不満を持つようになる。薬品でもうろうとした状態のマットをテロリストに仕立て上げ爆死させようとするなど、目的のためなら手段を選ばない性格。ネイサンが能力者だと知り、実権を握ってからは自ら作戦を指揮。サイラーとも裏で手を組む。しかしダフニを死なせたことでマットの恨みを買い、名前や経歴を偽っていたことなどの秘密を恋人に暴露され破局。ピーターやヒロたちの活躍により能力者にも全員逃げられてしまう。しまいには自分の命令を聞かなくなったサイラーの殺害に失敗、自らに変身したサイラーが駆けつけて来た隊員を殺し、濡れ衣を着せられ拘束される。
ファイナル・シーズンでは仲間を殺したトレイシーに復讐しようとした矢先にハイチ人に記憶を奪われた後、エドガーに殺害された。
ルーク・キャンベル (Luke Campbell)
演 - ダン・バード (Dan Byrd)
サイラーの実の父親を知っている少年。自分が何者かよく分からず悩んでおり、現在の生活にうんざりしている。襲撃してきたサイラーに情報を提供する代わりに旅に同行した。本人は旅行気分で浮かれていたものの、それが原因で何度かサイラーの怒りを買う。途中に寄ったレストランで父親のことを思い出したサイラーに「家に帰れ」と言われ、その場に置き去りにされてしまう。
マイクロウェーブ (Microwave emisshion)
手から電子レンジのようにマイクロ波を発して物体を熱して溶かしたり、液体を沸騰させたり、物を燃やしたりすることができる。人体に使えば数秒で血が沸騰し死亡する。
アレックス (Alex Woolsley)
演 - ジャスティン・バルドーニ (Justin Bardoni)
反逆者がクレアに助けるように警告した人物で、コミックストアで働く青年。クレアに助けられ、国防省の捕獲隊員から逃げるため偽のIDをサンドラに作ってもらい、逃亡に成功した。
水中呼吸 (Underwater Breathing)
魚の様に水中に居ながら呼吸をすることができる。口移しで他人に酸素を分け与えることも可能。
レイチェル・ミルズ (Rachel Mills)
演 - テイラー・コール
国防省のエージェントとしてダンコの指揮下で能力者を追う元海軍兵士。実は彼女自身も生まれつきの能力者だが、自分が能力者であると知られることを恐れている。
サイドストーリー「海兵隊員の秘密」では、海兵隊員時代の過去にパインハーストの超兵士計画の一環として採用された際、常人に能力を与える不完全な血清をめぐって事故があった密室で起きた出来事について、アンジェラに尋問されるまでの様子が描かれている。
瞬間移動 (Teleportation)
瞬時に別の場所へ移動することができる。着ている服や触れている物も対象になる。テレポートするときには体が光る。 時空間制御と違い、過去への移動や時間停止はできない。
サムソン・グレイ (Samson Gray)
演 - ジョン・グローヴァー
サイラーの実父で息子と同じように直観能力を持っている。多数の能力を集めていた模様。幼いサイラーをわずかな金で弟夫婦に売り渡し、それに異を唱えた妻を殺害している。現在は小屋に籠もり、能力を使った動物の剥製作りを生業としている。既に病が進行しており、余命幾ばくも無い。自分を殺しに訪れたサイラーに「病気で死ぬか、殺されるか」の違いとして殺すことを促すも拒否される。サイラーが再生能力を得ていることを知ると態度が一変し、昔の欲望と飢えが蘇り、彼から能力を奪おうとテレキネシスで彼を磔にするもサイラーの敵ではなかった。どうしようもない飢えと欲望を残したまま病で死ぬよう放置される。
直観 (Intuitive Aptitude)
概要は息子のサイラーのものと同様。能力を奪う手段もサイラーと同じく、テレキネシスで頭を切り開く。
鎮静 (Sedation)
口笛を吹き手を動かすことによって生物の動きを止めることができる。彼自身の生来の能力なのか、奪い取った能力なのかは不明。
マット・パークマンJr. (Matthew Paekman Jr)
演 - クイン&リード・バロン (Quinn & read Blon)
マットの息子。日食の日から能力を発揮している。気分次第で能力を発揮する能力者で、組織から狙われていたためヒロ達が助け出した。
スターター (Activation & Deactivation)
触れることにより機械・生物問わず様々な機能を活性化・起動させることができる。機械の場合、電源などの動力が供給されていないものでも動くようにすることができる。また力を失った状態だったヒロの能力を復活させたりと、触れることによって能力者の力も活性化・起動することもできる。赤ん坊のため、機嫌が悪いと乗っている車を動かなくするなど非活性化させてしまう。
ジェームズ・マーティン (James Martin)
高校で教師をしている能力者。これまでに医者や弁護士などの権力者に化けており、欲しいモノを手に入れてきたとサイラーは分析している。自分を捕らえに来た捕獲チームのメンバーを返り討ちに殺害して成り替わり、チームに侵入、情報を探った後逃亡するも、ダンコに変身してクラブでナンパしているところを見つかり、サイラーに変身して逃げようとしたがダンコにより捕まる。サイラーと共感し能力をコピーされた後ダンコによって殺され、後頭部に異物を刺された状態でサイラーの死体に偽装された（通常通り頭を切り開くと替え玉であることがバレるため）。しかし違和感を覚えたベネットにより偽装は見抜かれた。サイラーがネイサンに仕立て上げられた後は、ピーターやクレアを欺くためサイラーに見せかけて火葬される。
シェイプシフター (Shape Shifting)
手で触れたことのある人物に姿を変えることができる変身能力。体格や声も完璧に変化する（衣服もできるが任意）。DNA単位で変身を行うが、変身を繰り返すとDNAが変異して能力をコントロールできなくなり、やがては本来の自分を見失う。サイラーはジェームズに共感することにより殺さずしてこの能力を得た他、この能力を応用して自分の体内の臓器の位置を変えることができている。肉体が根本から変質している為か、ハイチ人の様な能力の効果も通用しない。
アリス・ショウ (Alice Shaw)
演 - ダイアナ・スカーウィッド、ローラ・マラノ、日本語吹替 - 真堂圭（幼少期）
1961年に能力者隔離実験施設コヨーテ・サンズで行方不明になったアンジェラの妹。幼い頃、家族と共に施設に連れてこられた。『不思議の国のアリス』が好きで、絵本を家から持ってきていた。アンジェラたちがコヨーテを抜け出し脱走したその夜、アリスの能力に気づいたチャンドラがアリスに注射をしようとしたところ、アリスが恐怖におののき、能力を暴走させ突然天候が悪化。雷で警備員を殺害。それに反応した他の警備員と能力者たちの暴動により、大量の死者を出してしまう。この出来事が、アンジェラたちが組織を結成し能力者の存在を隠すことを決意するきっかけとなる。
アンジェラと別れる際に言われた「施設にいれば安全」「すぐに迎えに来る」という嘘を頑なに信じ続け、能力で犯罪を繰り返しつつ50年経った現在まで施設の地下に住み生き続けてきた。しかし待ち望んでいた姉との再会の際、アンジェラから、あのときの言葉が嘘だったと告白され激怒したことで、能力の暴走により嵐を起こす。謝罪するアンジェラを許すことを拒否し、どこかへ去っていった。
天候操作 (Weather Control)
天候を操り様々な形態の気象現象を操作することができ、嵐や暴風雨を起こしたり、風に乗って空を飛んだり、霧で敵の視界を奪ったり、落雷で攻撃することもできる。起こる現象は本人の感情に影響されるため、制御は難しい。
Mr.ショウ (Mr.shaw)
演 - ザッカリ・ノウアー (Zachary Knower)
アンジェラ、アリスの父親。家族と共にコヨーテ・サンズに移住した。逃げてきたアリスを守ろうとして能力で反撃したが、警備員に銃で撃たれ死亡。
ショックウェーブ (Seismic burst)
手から衝動波を出し攻撃することができる。
トム・ミラー (Tom Miller)
演 - クリント・ホワード (Clint Howard)
自宅にいたときに反逆者（マイカ）から逃げろとメッセージが届くが、直後に訪問してきたサイラーを反逆者だと勘違いして自身の能力を見せてしまい、それを見て「おもしろい」と呟いたサイラーにより頭を切り裂かれて殺害され、能力を奪われた。ダンコ達捕獲チームが到着したときには、トムの死体とともにサイラーがトムの血を使い書いた「I am Sylar（俺はサイラーだ）」という血文字が壁に残っていた。
崩壊 (Disintegration)
指を合わせ物体に意識を集中させると物体が振動しはじめ、指を鳴らすような仕草をとると同時に粉砕して物体が崩れ落ちる。
ミリー・ヒューストン (Millie Houston)
演 - スージー・カーツ (Swoosie Kurtz)、日本語吹替 - 定岡小百合
アンジェラの友人。ファイナル・シーズンでは、昔ネイサンと付き合っており行方不明となっていた一人娘のケリーを不慮の事故で死なせてしまったことや母親が死を隠し行方不明として処理したことを打ち明けたネイサン（サイラー）を、許したふりをして恨み、殺し屋に殺害を依頼した。

## ファイナル・シーズンからのゲスト
サミュエル・サリバン (Samuel Sullivan)
演 - ロバート・ネッパー、日本語吹替 - 若本規夫
ファイナル・シーズンにおける最大の敵であり、能力者の集団『サリバン・カーニバル』を率いる長。表向きは能力者にも非能力者にも優しく接しているが、影では非能力者を蔑み他の能力者や家族でさえも自分の能力を増幅するための駒としか思っておらず、計画が失敗した際は「お前らなど俺がいなければクズだ！」と叫んでいた。ベネットのことを内心恐れている。
カーニバルの長である兄のジョセフが死亡したため、謎のコンパスを使って新たに家族の一員を探すと称しピーター、クレア、ヒロなど自分の計画に必要と思われる人間に次々と接触を図り、カーニバルへと誘導していた。彼らには「能力者が隠れずに生きられる世界」を作ると話していたが、真の目的は自分の能力を利用して非能力者を支配する新たな世界を作るのが目的であり、カーニバルも能力者集めの道具に過ぎなかった。実は意見の対立から兄のジョセフを殺害しており、兄に接触していたモヒンダーに罪を擦り付けている。カーニバルに勧誘していたジェレミーが警察官により嬲り殺しにされた際には、白昼に能力で警察署を丸ごと地盤沈下で崩壊させている。元は、とある富豪の家で使用人の子として暮らしており、その際、主人の家の娘であるヴァネッサ・ウィーラーと恋愛関係にあった。時が過ぎ自分の能力を理解した彼はヴァネッサを手に入れるために彼女が理想としていた暮らしを用意し、半ば強引に彼女と暮らそうとするも拒否され激昂。「お前たち（非能力者）のルールではなく俺のルールで生きる」と宣言し怒りから街を一つ崩落させた。そのことから段々と団員達の不信を招くが、彼がかつて団員達を救ったという事実が彼らを引き止めていた。しかしベネットやクレアの説得で団員は離れ、強引にニューヨーク市民を殺すための計画を実行するも、ヒロが能力者を丸ごとテレポートさせたことにより完全に無力となり、最後は組織に捕らえられた。ピーターに「どちらも兄に抑えられていた」と共通点を語るが、彼に否定された。ある意味ではピーターの対極に位置する人物。
地質操作 (Terrakinesis)
砂や岩、泥、土など、ありとあらゆる地質を操る能力。岩石を浮かし高速で放つ、砂で小型の竜巻を起こし対象を切り裂く、地面に亀裂をつくる、地滑りを起こし地盤を沈下させるといったことが可能。また、砂などを混ぜて作ったものらしき特別なインクを精製することもでき、そのインクを使えばタトゥーを相手の体に注入し窒息させることもできる他、リディアの能力と組み合わせて必要な情報を引き出すことも可能。通常はそれ程威力の無い能力であるが、真の力は能力者が集まった時に発揮され、本気を出せば街一つを崩壊させることも可能なため、能力の悪用を恐れた実兄のジョセフが真相を隠す事により、それを防いでいた。この能力は周りに能力者がいると力が倍増するが、一人では何もできない能力であり、能力者が周囲にいなければ完全な無力になる。
ジョセフ・サリバン (Joseph Sullivan)
演 - アンドリュー・コノリー
サミュエルの兄でサミュエルに殺されるまでのサリバン・カーニバルの長。サミュエルが幼い頃サミュエルの能力を知らされ、悪用を恐れ真相を隠す事により、それを防いでいた。モヒンダーとの会話を盗み聞きして真相を知ったサミュエルに殺害される。
ジョセフの能力 (Joseph's ability)
能力を使えなくさせる。
エマ・クーリッジ (Emma Coolidge)
演 - ディアン・ブレイ (Deanne Bray)、日本語吹替 - 雨蘭咲木子
ピーターと同じ病院で医療事務員として働く耳が不自由な女性。普段は読唇術や手話を駆使して会話する。普段は話しかけられるのを嫌い、耳にイヤフォンをあてている。元は医師を志していたが、コミュニケーションが上手く取れないことを理由に、インターンで終え、現在は病院の書類整理の職に就いており、同病院で働いているエマの主治医で母に心配されている。しかし腕は本物であり、銃撃された人間に対しても的確な処置を施すことができる。
サミュエルがこっそり置いていったチェロに触れ自分の能力に気づく。最初は能力が嫌だったが、能力者であるピーターに諭され受け入れる。アンジェラの能力で未来を知ったピーターに突然チェロを破壊された後、サミュエルに魅入られてしまうが、やがて、それも利用されていると気付く。しかし、ドイルに操られ、能力で無理やり人を呼び寄せてしまう。最後は能力でドイルを攻撃し支配から逃れた。
共感覚（Enhanced synesthesia）
音を色を持ったオーラとして知覚し操る能力。騒音などは赤く、清く澄んだ音は青味がかった色で見ることができる。この音を使って壁に大きな傷を付けるほどの衝撃波を放てる他、楽器を演奏して音を振りまくことにより呼び寄せたい人物を呼び寄せたり、人を集める力を持つ。
エドガー (Edger)
演 - レイ・パーク、日本語吹替 - 河合みのる
サミュエルの腹心。超スピードでナイフを操る。リディアとは幼馴染。ダンコを殺害し、ピータに襲い掛かる。ヒロの能力によりサミュエルがジョセフを殺したことを知り、反旗を翻したことにより殺されそうになるもヒロの時間停止に助けられ逃亡。ベネットを襲おうとして捕まり説得されるも、家族に手を出させまいとサミュエルの元に戻る。しかしそれはサミュエルを倒すための策であり、ベネットに協力し最後はヒロにより仲間と共にサミュエルの元を離れた。
高速移動 (Super speed)
超高速で動くことができる。ダフニの能力と同じ能力だが、彼は手先だけを高速化することも可能。
リディア・ストラッズッラ (Lydia Strazzulla)
演 - ドーン・オリヴィエリ (Dawn Olivieri)、日本語吹替 - 安永亜季
タトゥを介して対象の感情を知る共感能力者。サミュエルの指示に従い手助けをしている。アマンダという娘がいる。ヒロによりエドガーと共に真実を知り、反旗を翻そうとするも、娘のことで脅され、猜疑心を抱きながらもサミュエルにそのまま従う。最後はベネットの仕業に見せかけたサミュエルの策略によりイーライの凶弾に倒れる。
共感能力 (Empathy)
触れることで相手の感情を感じることができ、口づけで相手の感情を具体的に知ることが出来る。サミュエルのインクを使い、タトゥーを介して必要とする人物を背中に映し出すこともできる。
アマンダ・ストラッズッラ (Amanda Strazzulla)
演 - サーシャ・ピーターズ (Sasha Pieterse)
リディアの娘。サイドストーリー「Slow Burn」では目覚めた発火能力のコントロールが制御しきれず暴走し、日常生活に支障をきたすようになり、サミュエルのカーニバルに家族として加わるまでが描かれている。
発火 (Spontaneous combustion)
炎を引き起こす。手を掲げるだけで炎を発することができ、炎の柱も起こせる。パイロキネシスのように炎に耐性があるかは不明。
イーライ (Eli)
演 - トッド・スタシュウィック (Todd Stashwick)、日本語吹替 - 北沢力
カーニバルの団員。かつて、ジョセフ・サリバンからカーニバルを追放されたが、サミュエルにより再びカーニバルに呼び戻された。クローン能力を持っており、サミュエルの指示によりベネットたちの仕業に見せかけリディアを殺害した。複数体でマットの家に押し入ったときには、目覚めたサイラーに一掃された。本心ではサミュエルを快く思ってはいないが、サミュエルの意思には服従している。最後はマットのテレパシーで「やりたいようにやる」よう仕向けられ、サミュエルの命令でリディアを殺害したことを暴露した。
クローン (Cloning)
クローンを無数に作り出す能力。クローンが死亡しても本体に影響は無いが、本体が攻撃を受けた場合はクローンが消失する。クローンは思考や感情、能力まで本体と同じであるが心は無いためテレパシーなどの能力が通用しない。
イアン・マイケルズ (Ian Michaels)
演 - アダム・ラザール＝ホワイト
カーニバルの一員。植物育成の能力を持つ能力者で、自分の能力に恐れを感じセントラルパークに身を潜めていたが、サミュエルやエマにより自分の能力を受け入れた。ヴァネッサと暮らす家を作ろうと考えたサミュエルの指示で植物があふれる環境を作り出した。
植物育成 (Plant growth)
植物の成長を自在にコントロールでき、植物を通常より速い速度で成長させたり大きく成長させることができる。
レベッカ・テイラー (Rebecca Taylor)
演 - テッサ・トンプソン
カーニバルの一員で若い女性。子供の頃、ショックウェーブの能力者である父親をベネットに殺されている。クレアの最初のルームメイトだったアニーを突き落とし自殺に見せかけ殺した犯人で、サミュエルの指示により生徒として学園に入り込みクレアを監視しており、グレッチェンを殺そうとしている。
透明人間(Invisibility)
体を透明化する。
アーノルド (Arnold)
演 - ジャック・ワイレス (Jack Wallace)
カーニバルの一員。ヒロ同様に時空間制御の能力を持つ老人で、サミュエルを過去へ移動させるなど手助けを行っていた。高齢で死期が迫って弱っていたが、サミュエルの頼みによりチャーリーを過去へ置き去りにして死亡する。
時空間制御 (Chronokinesis / Space-time Manipulation)
空間転移、時間転移、時間停止、時の流れる速度の操作が可能。どの能力も触れている物や人も能力の対象となる。
ゲーム・オペレーター (Game operator)
演 - ジョン・リー・エームス
帽子をかぶっているカーニバルの一員。本名不明。的当てゲームの屋台をやっており、子供相手に能力で難易度を下げてやるなど優しい性格。
テレキネシス (Telekinesis)
あらゆる物体を手を触れずに念じただけで意のままに操る。
クリス・ボーマン (Chris Bowman)
演 - ダリル・クリッテンデン
赤いバンダナを巻き、無精髭を生やしている若者でサリバン・カーニバルの一員。やってきた観客に口から火を出して見せていた。
火吹き (Fire breathing)
口から炎を吹き出すことが出来る。それがパイロキネシスか発火能力かは不明。
Mrs.コミー (Mrs. Comey)
カーニバルの一員で高齢の女性。コンセントが指さっていないワッフル機を、能力で手から発生させた熱で熱し、サミュエルやカーニバルの人々にブルーベリーワッフルを振舞った。
熱発生 (Heat generation)
体から熱を発生させる。
テディ (Teddy)
演 - エドワード・ガスツ
青いハットをかぶり無精髭を生やしたカーニバルの一員。たまたま近くを歩いていたためサイラーに力を見せてくれと言われ、運んでいた荷車を能力で一時的に消し、再び元通りにした。
クローキング (Cloaking)
物質を消失させたり出現させたりできる。自分を消失させられるのかは不明。
ダミアン (Damien)
演 - ハリー・ペリー
無精髭でドレッドヘアーのカーニバルのメンバー。サミュエルの指示によりミラーハウスでサイラーの記憶を映し出した。同様に、クレアの前でベネットの過去を映し出した。
記憶操作 (Memory manipulation)
失った記憶などを映し出すことができ、記憶を操作することもできる。偽りの記憶を植え付けることも可能。
ジェレミー・グリーア (Jeremy Greer)
演 - マーク・L・ヤング (Mark L. Young)
治癒能力を持つ少年。幼い頃は触れることで植物や人を癒していたが、現在では興奮した際、自分の意に反して学校のうさぎや両親を殺してしまった。しかしベネットの指導もあり、精神を落ち着かせ命を奪う力と治癒の両方を、なんとかコントロールできるようになった。警察に捕まった際、騒ぎ興奮して腕を掴んできた野次馬の生命力を奪ってしまい死亡させてしまう。彼を殺人犯扱いして疎んだ警官により夜に警察署から引っ張り出され、車で引きずり回され死亡。この事がサミュエルの怒りを買い、後日警察署は職員ごと破壊された。
治癒 / 生物学的操作 (Healing touch / Biological manipulation)
生物の生命力を操ることができ、手をかざすだけで傷を癒せる治癒能力と生命力を奪い命を奪う対極の力を併せ持つ。他の治癒系と同じで自分を対象に能力を使うことはできない。ジェレミーは非常に強力な能力を持っており、ショットガンの射撃を受けて瀕死になったピーターも一瞬で完治させている。コピーしたピーターの所見によると力の再チャージによるインターバルが存在し連続で使用できない。また、多用すると目に見えて疲弊する。
グレッチェン・バーグ (Gretchen Berg)
演 - マデリーン・ジーマ、日本語吹替 - 小島幸子
クレアのルームメイトで大学の友達。クレアのことに興味津々で同性ながらもクレアに好意を抱いている。レベッカに襲われ恐怖を感じ家に帰るが、クレアがカーニバルに向かった際には同行した。昔はいじめられっ子であった。クレアの能力と能力者の存在、そして彼女の周辺での出来事を知っても離れなかった人間であり、クレアの心の支えになった。
タダシ (Tadashi)
演 - 北村昭博、日本語吹替 - 北沢力
コピー機の伝説の持ち主であるヤマガトの社員。自殺傾向があり、ヒロが何度過去に飛んで止めようとしても、なにかと理由をつけ自殺してしまうが、会話の末ヒロと友達になったことで自殺を辞めた。
演じている北村はロサンゼルス在住の日本人の役者で、日本語を話せるが北沢が吹き替えている。また尻のエピソードは北村が以前出演したムカデ人間に関連したネタであるという。
ローレン・ギルモア (Lauren Gilmore)
演 - エリザベス・ローム、日本語吹替 - 石塚理恵
組織の元エージェントでベネットの3年前のパートナー。現在はCIAに勤務。かつてベネットとは一時期不倫関係にあった。ベネットに対する想いの記憶を自ら頼んでハイチ人に消してもらった。ベネットと組みクレアを取り戻すためカーニバルに乗り込むが、罠にはまってしまう。重傷を負ったがエマに治療され、最後は生き埋めにされたクレア達を救った。

## グラフィックノベル・サイドストーリー
サンティアゴ (Santiago)
演 - ロベルト・ウービナ (Roberto Urbina)
サイド・ストーリー「Destiny」に登場。サッカー好きな学生。突如、能力に目覚める。組織により監禁され勧誘されたが断ったため命を狙われることになるが、エリサの助けにより脱出する。
可能性予知 (Accelerated probability)
直後に起こる可能性を予知して最適な行動を脳裏に映し出し、高速移動などの状況に見合った能力を発現することによって、そのときに一番適した行動をすることができる。
エリサ (Elisa)
演 - リナ・エスコ (Lina Esco)
サイド・ストーリー「Destiny」に登場。サンティアゴの彼女だが、実は組織の能力者で、組織の女上司と組みサンティアゴを監禁した。しかし勧誘を断ったことにより命を狙われることになったサンティアゴのため女上司を裏切り、ともに脱出する。
液体化 (Water mimicry)
自らの身体を水のような液体に変え狭い隙間をすり抜けたりと自在に動くことができ、いくら攻撃を受けても体が元に戻る。
アイリス (Iris)
演 - ノーマ・マルドナド (Norma Maldonado)
サイド・ストーリー「Destiny」に登場。サンティアゴの母。実は以前から息子が能力者として目覚めるであろうことを知っていたが、夫エドワードの願いもあり、なにも知らないふりをしていた。
パイロキネシス (Pyrokinesis)
体から赤い炎を出し、自在に操る。また熱や炎にも耐性を持つため自分や他人の出した炎に当たっても平気である。
エドワード (Edward)
演 - ホセ・イェンケ (Jose Yenque)
サイド・ストーリー「Destiny」に登場。サンティアゴの父。以前は組織のために働いていたが、組織を抜けた際、家族の安全のために死を偽装し身を隠していた。家族に危害を加えようとする組織の女上司の前にあらわれボール型の電撃を放ち撃退する。
可能性予知 (Accelerated probability)
直後に起こる可能性を予知して最適な行動を脳裏に映し出し、高速移動などの状況に見合った能力を発現することによって、そのときに一番適した行動をすることができる。エドワードは、この能力によりライトニングの力も発揮している。